# Danh sách tập phim Doraemon (2005–2014)

Bìa DVD "New TV-ban Doraemon" Vol 1 phát hành tại Nhật Bản bởi Shogakukan vào ngày 10 tháng 2 năm 2006 với hình minh họa bìa đĩa được trích dẫn từ tập phim "Cỗ máy thời gian đâu mất rồi".

Doraemon ban đầu là một bộ manga do Fujiko F. Fujio sáng tác. Nội dung xoay quanh chú mèo máy Doraemon sản phẩm công nghệ của tương lai về quá khứ giúp cậu bé Nobita hậu đậu, vụng về cải thiện cuộc sống. Tác phẩm ba lần được chuyển thể thành anime: giai đoạn 1 (1973) gồm 52 tập phát trên kênh Nippon TV, giai đoạn 2 (1979–2005) gồm 1787 tập và giai đoạn 3 (2005–nay) với hơn 1400 tập đã được phát sóng sau hơn 800 buổi phát sóng.
Đây là danh sách 663 tập phim đã được phát sóng từ ngày 15 tháng 4 năm 2005 đến 30 tháng 12 năm 2014 nằm trong giai đoạn 3 trên kênh TV Asahi tại Nhật Bản. loạt phim được sản xuất bởi TV Asahi, ADK và Shin-Ei Animation. Sau khi phát sóng trên truyền hình, các tập phim được công ty Shogakukan phát hành thành nhiều DVD tại Nhật Bản dưới tựa "New TV-ban Doraemon" và Vol 1 phát hành ngày 10 tháng 2 năm 2006. Các tuyển tập đặc biệt được phát hành theo bốn mùa: xuân, hạ, thu và đông cũng đã ra mắt từ ngày 15 tháng 3 năm 2006. Tại Việt Nam, phim được phát sóng trên kênh truyền hình HTV3. Các tập sau đó được phát hành lại trên ứng dụng và kênh YouTube POPS Kids. Đơn vị cấp phép phim là Tagger Co., Ltd. Sau Nhật Bản, phim cũng được mua bản quyền trình chiếu tại một số quốc gia trên thế giới, đặc biệt là các nước châu Á. Tại Hàn Quốc bắt đầu phát sóng từ ngày 5 tháng 1 năm 2009 trên kênh Champ. Một phiên bản chỉnh sửa gồm 52 tập đã phát sóng tại Mỹ trên kênh Disney XD từ ngày 7 tháng 7 năm 2014 đến 1 tháng 9 năm 2015. Tại Anh Quốc, loạt phim được trình chiếu trên kênh Boomerang từ ngày 17 tháng 8 năm 2015. Ngoài ra Doraemon còn được phát sóng tại Ba Lan, Ý, Pháp, Brazil, Philippines,... Năm 2013, bộ phim đoạt giải Nickelodeon Kids' Choice Awards cho hạng mục Chương trình xuất sắc nhất dành cho thiếu nhi tại Ấn Độ. Không chỉ là một trong những chương trình dành cho thiếu nhi có lượt người xem cao nhất Việt Nam, Doraemon còn đứng ở vị trí thứ 4 trong top 10 phim hoạt hình Nhật Bản có ảnh hưởng nhất tại Trung Quốc.

## Danh sách
| Lưu ý | Lưu ý | Lưu ý | Lưu ý | Lưu ý | Lưu ý |
| --- | ----- | ----- | ----- | ----- | ----- |
| Tên một số tập phim bằng tiếng Việt trong bài viết này không phải là tên chính thức do bản dịch phát hành tại Việt Nam không đảm bảo về độ chính xác và tính thống nhất |       |       |       |       |       |

Phần trước: Danh sách tập phim Doraemon (1997–2005)

### Năm 2005
|    |                                                                                                  |                      |                      |  |  |  |
| 1  | "Ao cá trong phòng học" "Benkyō Beya no Tsuribori" (勉強べやの釣り堀)                            | 15 tháng 4 năm 2005  | Không phát sóng      |  |  |  |
| 2  | "Cỗ máy thời gian đâu mất rồi" "Taimu Masin ga Naku Natta!" (タイムマシンがなくなった！！)       | 15 tháng 4 năm 2005  | Không phát sóng      |  |  |  |
| 3  | "Nhớ lại! Ấn tượng ngày đầu tiên" "Omoidase! Ano Hi no Kandō" (思い出せ！あの日の感動)           | 15 tháng 4 năm 2005  | Không phát sóng      |  |  |  |
| 4  | "Chậm lại, nhanh lên" "Noru Noru, Jita Bata" (のろのろじたばた)                                  | 22 tháng 4 năm 2005  | 3 tháng 12 năm 2015  |  |  |  |
| 5  | "Vợ của Nobita" "Nobita no Oyome-san" (のび太のおよめさん)                                       | 22 tháng 4 năm 2005  | 3 tháng 12 năm 2015  |  |  |  |
| 6  | "Công tắc độc tài" "Dokusai Suitchi" (どくさいスイッチ)                                          | 29 tháng 4 năm 2005  | 4 tháng 12 năm 2015  |  |  |  |
| 7  | "Máy tạo dao động sóng âm thanh" "Odoroki onpa hasshinki" (驚音波発振器)                         | 6 tháng 5 năm 2005   | 7 tháng 12 năm 2015  |  |  |  |
| 8  | "Chiếc vé quyền năng" "Orumaiti Pasu" (オールマイティーパス)                                     | 6 tháng 5 năm 2005   | 7 tháng 12 năm 2015  |  |  |  |
| 9  | "Khăn trùm thời gian" "Taimu Furoshiki" (タイムふろしき)                                         | 13 tháng 5 năm 2005  | 8 tháng 12 năm 2015  |  |  |  |
| 10 | "Người bạn bồ công anh" "Tanpopo sora o iku" (タンポポ空を行く)                                  | 13 tháng 5 năm 2005  | 8 tháng 12 năm 2015  |  |  |  |
| 11 | "Chiến lược do thám bí mật" "Supaidaisakusen" (スパイ大作戦)                                     | 20 tháng 5 năm 2005  | 9 tháng 12 năm 2015  |  |  |  |
| 12 | "Xin chào người ngoài hành tinh" "Haro Uchu Jin" (ハロー宇宙人)                                  | 20 tháng 5 năm 2005  | 9 tháng 12 năm 2015  |  |  |  |
| 13 | "Vương quốc dưới lòng đất của Nobita" "Nobita no chitei kuni" (のび太の地底国)                   | 27 tháng 5 năm 2005  | 10 tháng 12 năm 2015 |  |  |  |
| 14 | "Sợi dây hoán đổi cho nhau" "Jinwakae Ropu Rekae" (入れかえロープ物語)                           | 3 tháng 6 năm 2005   | 11 tháng 12 năm 2015 |  |  |  |
| 15 | "Họa sĩ Jaiko" "Manga-ka jai-ko" (まんが家ジャイ子)                                              | 3 tháng 6 năm 2005   | 11 tháng 12 năm 2015 |  |  |  |
| 16 | "Doraemon sợ bánh rán" "Doraemon Darake" (ドラえもんだらけ)                                      | 10 tháng 6 năm 2005  | 14 tháng 12 năm 2015 |  |  |  |
| 17 | "Nước suối tâm hồn" "Kokorokoron" (ココロコロン)                                                 | 10 tháng 6 năm 2005  | 14 tháng 12 năm 2015 |  |  |  |
| 18 | "Anh thích em lắm đó!" "Sukide tamara nya i" (好きでたまらニャい)                                | 17 tháng 6 năm 2005  | 15 tháng 12 năm 2015 |  |  |  |
| 19 | "Bộ sưu tập nắp chai" "Wan kan Korekushon" (王かんコレクション)                                  | 17 tháng 6 năm 2005  | 15 tháng 12 năm 2015 |  |  |  |
| 20 | "Những chiếc dù kì quái" "Okashita Okashita Kasa" (おかしなおかしなかさ)                         | 24 tháng 6 năm 2005  | 16 tháng 12 năm 2015 |  |  |  |
| 21 | "Chiếc gậy hòa hoãn" "Maa Maa Bou" (まあまあ棒)                                                  | 24 tháng 6 năm 2005  | 16 tháng 12 năm 2015 |  |  |  |
| 22 | "Điểm 100 duy nhất trong đời" "Isshō ni ichido wa hyaku-ten o" (一生に一度は百点を)              | 1 tháng 7 năm 2005   | Không phát sóng      |  |  |  |
| 23 | "Máy ảnh ma thuật" "Norui no Kamera" (のろいのカメラ)                                            | 1 tháng 7 năm 2005   | Không phát sóng      |  |  |  |
| 24 | "Chiến tranh vũ trụ dưới mái nhà" "Tenjō ura no uchū sensō" (天井うらの宇宙戦争)                 | 1 tháng 7 năm 2005   | Không phát sóng      |  |  |  |
| 25 | "Bánh quy biến hình" "Henshin Bisuketto" (変身ビスケット)                                        | 8 tháng 7 năm 2005   | 17 tháng 12 năm 2015 |  |  |  |
| 26 | "Shizuka ơi, tạm biệt cậu" "Shizuka-chan Sayounara" (しずかちゃん、さようなら)                   | 8 tháng 7 năm 2005   | 17 tháng 12 năm 2015 |  |  |  |
| 27 | "Ban nhạc gia tăng cảm xúc" "Mūdo moriage gakudan tōjō!" (ムードもりあげ楽団登場！)              | 15 tháng 7 năm 2005  | 18 tháng 12 năm 2015 |  |  |  |
| 28 | "Vòng tròn kết bạn" "Tomodachinowa" (友だちの輪)                                                 | 15 tháng 7 năm 2005  | 18 tháng 12 năm 2015 |  |  |  |
| 29 | "Kẻ khủng bố" "Korobashi ya" (ころばし屋)                                                        | 29 tháng 7 năm 2005  | 21 tháng 12 năm 2015 |  |  |  |
| 30 | "Nữ thần đáy giếng" "Kikorinoizumi" (きこりの泉)                                                 | 29 tháng 7 năm 2005  | 21 tháng 12 năm 2015 |  |  |  |
| 31 | "Tiên đoán của Doraemon" "Doraemon no dai yogen" (ドラえもんの大予言)                            | 5 tháng 8 năm 2005   | 22 tháng 12 năm 2015 |  |  |  |
| 32 | "Cô gái hoa bách hợp" "Shira yuri no yōna on'nanoko" (白ゆりのような女の子)                      | 5 tháng 8 năm 2005   | 22 tháng 12 năm 2015 |  |  |  |
| 33 | "Kéo cắt bóng" "Kagegari" (かげがり)                                                             | 12 tháng 8 năm 2005  | 23 tháng 12 năm 2015 |  |  |  |
| 34 | "Bánh mì giúp trí nhớ" "Tesuto ni Anki-pan" (テストにアンキパン)                                 | 12 tháng 8 năm 2005  | 23 tháng 12 năm 2015 |  |  |  |
| 35 | "Chiến tranh đồ cổ" "Kodōgu Kyōsō" (古道具きょう争)                                              | 19 tháng 8 năm 2005  | 24 tháng 12 năm 2015 |  |  |  |
| 36 | "Ngọn đèn ma trơi" "Kaidan Rampu" (怪談ランプ)                                                   | 19 tháng 8 năm 2005  | 24 tháng 12 năm 2015 |  |  |  |
| 37 | "Chuông mộng du" "Yume Fūrin" (ゆめふうりん)                                                     | 26 tháng 8 năm 2005  | 25 tháng 12 năm 2015 |  |  |  |
| 38 | "Máy ảnh tạo mốt" "Kisekae Kamera" (着せかえカメラ)                                              | 26 tháng 8 năm 2005  | 25 tháng 12 năm 2015 |  |  |  |
| 39 | "Tổ tiên cố lên" "Gosenzo-sama Ganbare" (ご先祖さまがんばれ)                                     | 2 tháng 9 năm 2005   | 28 tháng 12 năm 2015 |  |  |  |
| 40 | "Châu chấu hối lỗi" "Peko Peko Batta" (ペコペコバッタ)                                           | 9 tháng 9 năm 2005   | 29 tháng 12 năm 2015 |  |  |  |
| 41 | "Người tình trong mộng của Jaiko là Nobita" "Jaiko no Koibito = Nobita" (ジャイ子の恋人＝のび太) | 9 tháng 9 năm 2005   | 29 tháng 12 năm 2015 |  |  |  |
| 42 | "Thiên sứ chỉ đường" "Michibiki enzeru" (ミチビキエンゼル)                                       | 16 tháng 9 năm 2005  | 30 tháng 12 năm 2015 |  |  |  |
| 43 | "Nhà càng lúc càng xa" "Ie ga Dandan Tookunaru" (家がだんだん遠くなる)                           | 16 tháng 9 năm 2005  | 30 tháng 12 năm 2015 |  |  |  |
| 44 | "A, thích lắm, thích lắm" "Aa, Suki, Suki, Suki!" (ああ、好き、好き、好き！)                     | 23 tháng 9 năm 2005  | 31 tháng 12 năm 2015 |  |  |  |
| 45 | "Kế hoạch cho Dekisugi an giấc" "Dekisugi Gussuri Sakusen" (出木杉グッスリ作戦)                  | 23 tháng 9 năm 2005  | 31 tháng 12 năm 2015 |  |  |  |
| 46 | "Thời xưa thật tốt" "Mukashi wa Yokatta" (昔はよかった)                                          | 21 tháng 10 năm 2005 | Không phát sóng      |  |  |  |
| 47 | "Hành tinh kho báu" "Hoshin" (宝星)                                                              | 21 tháng 10 năm 2005 | Không phát sóng      |  |  |  |
| 48 | "Nguy hiểm! Mặt nạ sư tử" "Ayaushi! Raion Kamen" (あやうし！ライオン仮面)                        | 28 tháng 10 năm 2005 | 1 tháng 1 năm 2016   |  |  |  |
| 49 | "Nobita bỏ nhà đi bụi" "Nobita no Naga〜iede" (のび太のなが～い家出)                             | 28 tháng 10 năm 2005 | 1 tháng 1 năm 2016   |  |  |  |
| 50 | "Cậu bé chính trực" "Akira Naotarou" (正直太郎)                                                  | 4 tháng 11 năm 2005  | 4 tháng 1 năm 2016   |  |  |  |
| 51 | "Cái đầu của Gorgon" "Gorugon no Guri" (ゴルゴンの首)                                            | 4 tháng 11 năm 2005  | 4 tháng 1 năm 2016   |  |  |  |
| 52 | "Cuộc chiến của tay vua súng" "Kenjū Ō Kontesuto" (けん銃王コンテスト)                           | 11 tháng 11 năm 2005 | 17 tháng 3 năm 2016  |  |  |  |
| 53 | "Kem người sói" "Ookami Otoko Kurimu" (おおかみ男クリーム)                                       | 11 tháng 11 năm 2005 | 17 tháng 3 năm 2016  |  |  |  |
| 54 | "Phù hiệu bốn mùa" "Oru Shizun Bajji" (オールシーズンバッジ)                                     | 18 tháng 11 năm 2005 | 18 tháng 3 năm 2016  |  |  |  |
| 55 | "Kế hoạch chữ Y hối lộ" "Wai Rō Sakusen" (Yロウ作戦)                                             | 18 tháng 11 năm 2005 | 18 tháng 3 năm 2016  |  |  |  |
| 56 | "Tương cay đắng ngọt" "Kuruu Miso" (くろうみそ)                                                  | 25 tháng 11 năm 2005 | 21 tháng 3 năm 2016  |  |  |  |
| 57 | "Thuốc côn trùng vô địch" "Kung Konchu Tan" (無敵コンチュー丹)                                   | 25 tháng 11 năm 2005 | 21 tháng 3 năm 2016  |  |  |  |
| 58 | "Tôi yêu Roboko" "Roboko ga Aishitero" (ロボ子が愛してる)                                        | 2 tháng 12 năm 2005  | 22 tháng 3 năm 2016  |  |  |  |
| 59 | "Thuốc đông cứng âm thanh" "Koe no Katamari" (声のかたまり)                                      | 2 tháng 12 năm 2005  | 22 tháng 3 năm 2016  |  |  |  |
| 60 | "Huy hiệu nam bắc" "N•S Wappen" (N・Sワッペン)                                                   | 9 tháng 12 năm 2005  | 23 tháng 3 năm 2016  |  |  |  |
| 61 | "Ngôi nhà ốc sên" "Den Den Hausu wa Kiraku dana" (デンデンハウスは気楽だな)                      | 9 tháng 12 năm 2005  | 23 tháng 3 năm 2016  |  |  |  |
| 62 | "Sự lãng mạn trên đỉnh núi tuyết" "Yukiyama no Romansu" (雪山のロマンス)                         | 31 tháng 12 năm 2005 | Không phát sóng      |  |  |  |
| 63 | "Đại hải chiến mô hình điều khiển" "Rajikon Daikaisen" (ラジコン大海戦)                          | 31 tháng 12 năm 2005 | Không phát sóng      |  |  |  |
| 64 | "Tám ngày ở long cung thành" "Riyuu Miyagi no Hachi Nichikan" (竜宮城の八日間)                   | 31 tháng 12 năm 2005 | Không phát sóng      |  |  |  |

### Năm 2006
|     | |                      |                     |  |  |  |
| 65  | "Thần đèn đến từ sương mù" "Ranpu no Kemuri Obake" (ランプのけむ りオバケ)                                                                                | 13 tháng 1 năm 2006  | 24 tháng 3 năm 2016 |  |  |  |
| 66  | "Liên hoan tất niên trên giấy dán tường" "Kabegami no Naka de Shinnenkai" (かべ紙の中で新年会)                                                            | 13 tháng 1 năm 2006  | 24 tháng 3 năm 2016 |  |  |  |
| 67  | "Dịch chuyển bệnh cảm" "Kono Kaze Utsushimasu" (このかぜうつします)                                                                                       | 20 tháng 1 năm 2006  | 25 tháng 3 năm 2016 |  |  |  |
| 68  | "Du lịch suối nước nóng" "Onsen Ryokō" (温泉旅行) | 20 tháng 1 năm 2006  | 25 tháng 3 năm 2016 |  |  |  |
| 69  | "Muốn ăn thì lăn vào bếp" "Tatami no Tanbo" (タタミのたんぼ)                                                                                              | 27 tháng 1 năm 2006  | 28 tháng 3 năm 2016 |  |  |  |
| 70  | "Áo khoác thám hiểm" "Ōbā Ōbā" (オーバーオーバー) | 27 tháng 1 năm 2006  | 28 tháng 3 năm 2016 |  |  |  |
| 71  | "Đồ phổ động vật" "Hommono Zukan" (ほんもの図鑑) | 3 tháng 2 năm 2006   | 29 tháng 3 năm 2016 |  |  |  |
| 72  | "Cách chế tạo địa cầu" "Chikyū Seizō Hō" (地球製造法) | 3 tháng 2 năm 2006   | 29 tháng 3 năm 2016 |  |  |  |
| 73  | "Tia sáng tiến hóa - thoái hóa" "Shinka Taika Bīmu" (進化退化ビーム)                                                                                      | 10 tháng 2 năm 2006  | 30 tháng 3 năm 2016 |  |  |  |
| 74  | "Viễn cổ phiêu lưu ký" "Ō Mukashi Hyōryūki" (大むかし漂流記)                                                                                              | 10 tháng 2 năm 2006  | 30 tháng 3 năm 2016 |  |  |  |
| 75  | "Kênh truyền hình giấc mơ" "Yume no Channeru" (ゆめのチャンネル)                                                                                          | 17 tháng 2 năm 2006  | 31 tháng 3 năm 2016 |  |  |  |
| 76  | "Phát hiện dấu chân khủng long" "Kyōryū no Ashiato Hakken" (恐竜の足あと発見)                                                                             | 17 tháng 2 năm 2006  | 31 tháng 3 năm 2016 |  |  |  |
| 77  | "Giấy xếp hình náo loạn" "Kami Kōsaku ga Ō Abare" (紙工作が大あばれ)                                                                                      | 24 tháng 2 năm 2006  | Không phát sóng     |  |  |  |
| 78  | "Khủng long xuất hiện!?" "Kyōryū ga Deta!?" (恐竜が出た！？)                                                                                              | 24 tháng 2 năm 2006  | Không phát sóng     |  |  |  |
| 79  | "Khủng long ơi, xin mời đến Nhật Bản" "Kyōryū-san Nihon e Dōzo" (恐竜さん日本へどうぞ)                                                                    | 24 tháng 2 năm 2006  | Không phát sóng     |  |  |  |
| 80  | "Bộ mô hình sinh vật" "Shizen Kansatsu Puramo Shirīzu" (自然観察プラモシリーズ)                                                                           | 3 tháng 3 năm 2006   | 20 tháng 5 năm 2016 |  |  |  |
| 81  | "Quái vật trên hoang đảo" "Mujintō no Dai Kaibutsu" (無人島の大怪物)                                                                                      | 10 tháng 3 năm 2006  | 1 tháng 4 năm 2016  |  |  |  |
| 82  | "Trứng biến hình từ chữ" "Shiritori Henshin Tamago" (しりとり変身卵)                                                                                      | 17 tháng 3 năm 2006  | 4 tháng 4 năm 2016  |  |  |  |
| 83  | "Đại vương thời đồ đá" "Sekki Jidai no Ōsama ni" (石器時代の王さまに)                                                                                     | 17 tháng 3 năm 2006  | 4 tháng 4 năm 2016  |  |  |  |
| 84  | "Tuyết lở trong phòng" "Benkyō Beya no Ō Nadare" (勉強べやの大なだれ)                                                                                     | 24 tháng 3 năm 2006  | Không phát sóng     |  |  |  |
| 85  | "Phát kiến lớn của ngành khảo cổ học" "Kaseki Dai Hakken" (化石大発見!)                                                                                   | 24 tháng 3 năm 2006  | Không phát sóng     |  |  |  |
| 86  | "Tarzan vũ trụ" "Uchū Tāzan" (宇宙ターザン) | 24 tháng 3 năm 2006  | Không phát sóng     |  |  |  |
| 87  | "Con đường tới vương quốc tương lai" "Mirai no Kuni Kara Harubaru to" (未来の国からはるばると)                                                            | 21 tháng 4 năm 2006  | 5 tháng 4 năm 2016  |  |  |  |
| 88  | "Thành phố trong mơ, Nobita Land" "Yume no Machi Nobita Rando" (ゆめの町、ノビタランド)                                                                   | 28 tháng 4 năm 2006  | 6 tháng 4 năm 2016  |  |  |  |
| 89  | "Muốn làm người cha xuất sắc" "Rippa na Papa ni Naruzo!" (りっぱなパパになるぞ！)                                                                         | 28 tháng 4 năm 2006  | 6 tháng 4 năm 2016  |  |  |  |
| 90  | "Suneo có siêu năng lực" "Esupā Suneo" (エスパースネ夫)                                                                                                   | 5 tháng 5 năm 2006   | 7 tháng 4 năm 2016  |  |  |  |
| 91  | "Suneo là người anh lý tưởng" "Suneo wa Risō no Onīsan" (スネ夫は理想のお兄さん)                                                                          | 5 tháng 5 năm 2006   | 7 tháng 4 năm 2016  |  |  |  |
| 92  | "Đi tìm đá quý trong dạ dày" "Tatoe I no Naka, Mizu no Naka" (たとえ胃の中、水の中)                                                                       | 12 tháng 5 năm 2006  | 8 tháng 4 năm 2016  |  |  |  |
| 93  | "Sống lại đi Pero" "Pero! Ikikaette" (ペロ!生きかえって)                                                                                                  | 12 tháng 5 năm 2006  | 8 tháng 4 năm 2016  |  |  |  |
| 94  | "Cơn sốt fan hâm mộ Jaian" "Fībā! Gian F.C" (フィーバー！ジャイアンF・C)                                                                                  | 19 tháng 5 năm 2006  | 11 tháng 4 năm 2016 |  |  |  |
| 95  | "Tình yêu của Jaian" "Gunnyari Gian" (グンニャリジャイアン)                                                                                               | 19 tháng 5 năm 2006  | 11 tháng 4 năm 2016 |  |  |  |
| 96  | "Đại họa của tấm dán xuyên thấu" "Tōshi Shīru de Dai Pinchi" (透視シールで大ピンチ)                                                                       | 26 tháng 5 năm 2006  | 12 tháng 4 năm 2016 |  |  |  |
| 97  | "Bìa sách con người" "Ningen Bukku Kabā" (人間ブックカバー)                                                                                               | 26 tháng 5 năm 2006  | 12 tháng 4 năm 2016 |  |  |  |
| 98  | "Jaiko!! Đừng khóc" "Nakuna Jaiko yo" (泣くなジャイ子よ)                                                                                                  | 2 tháng 6 năm 2006   | 13 tháng 4 năm 2016 |  |  |  |
| 99  | "Tác phẩm mới của Jaiko" "Jaiko no Shinsaku Manga" (ジャイ子の新作マンガ)                                                                                 | 2 tháng 6 năm 2006   | 13 tháng 4 năm 2016 |  |  |  |
| 100 | "Ngày lười biếng" "Gūtara no Hi" (ぐうたらの日) | 9 tháng 6 năm 2006   | 14 tháng 4 năm 2016 |  |  |  |
| 101 | "Có ai nuôi mèo Nobita không" "Neko no Nobita Irimasen ka" (ネコののび太いりませんか)                                                                     | 9 tháng 6 năm 2006   | 14 tháng 4 năm 2016 |  |  |  |
| 102 | "Đổi mẹ cho nhau" "Mama o Torikaekko" (ママをとりかえっこ)                                                                                                | 16 tháng 6 năm 2006  | 15 tháng 4 năm 2016 |  |  |  |
| 103 | "Nobita sắp biến mất?" "Nobita ga Kiechau?" (のび太が消えちゃう?)                                                                                         | 16 tháng 6 năm 2006  | 15 tháng 4 năm 2016 |  |  |  |
| 104 | "Thành phố tương lai chỉ một người" "Mirai no Machi ni Tada Hitori" (未来の町にただ一人)                                                                  | 23 tháng 6 năm 2006  | 18 tháng 4 năm 2016 |  |  |  |
| 105 | "Đồng hồ nhật trình" "Sukejūru Dokei" (スケジュールどけい)                                                                                                | 23 tháng 6 năm 2006  | 18 tháng 4 năm 2016 |  |  |  |
| 106 | "Ăn kẹo đường thành ca sĩ" "Kyandī Namete Kashu ni Narō" (キャンデーなめて歌手になろう)                                                                   | 30 tháng 6 năm 2006  | Không phát sóng     |  |  |  |
| 107 | "Hồi ức về bà" "Obāchan no Omoide" (おばあちゃんの思い出)                                                                                                 | 30 tháng 6 năm 2006  | Không phát sóng     |  |  |  |
| 108 | "Câu chuyện cảm động" "Jīn to Kandōsuru Hanashi" (ジーンと感動する話)                                                                                     | 30 tháng 6 năm 2006  | Không phát sóng     |  |  |  |
| 109 | "Thuốc viên như ý" "Sōnarujō" (ソウナルじょう) | 7 tháng 7 năm 2006   | 19 tháng 4 năm 2016 |  |  |  |
| 110 | "Thuốc viên đa nghi" "Yo no Naka Uso Darake" (世の中うそだらけ)                                                                                           | 7 tháng 7 năm 2006   | 19 tháng 4 năm 2016 |  |  |  |
| 111 | "Nobita phiêu lưu ký" "Nobita Hyōryūki" (のび太漂流記) | 14 tháng 7 năm 2006  | 20 tháng 4 năm 2016 |  |  |  |
| 112 | "Máy ảnh 2 chiều giữ đồ" "Chippoketto Nijigen Kamera" (チッポケット二次元カメラ)                                                                          | 14 tháng 7 năm 2006  | 20 tháng 4 năm 2016 |  |  |  |
| 113 | "Bom hẹn giờ gây ngốc nghếch" "Jigen Baka Dan" (時限バカ弾)                                                                                               | 21 tháng 7 năm 2006  | 21 tháng 4 năm 2016 |  |  |  |
| 114 | "Nhật ký dự định thật đáng sợ" "Arakajime Nikki wa Osoroshii" (あらかじめ日記はおそろしい)                                                                | 21 tháng 7 năm 2006  | 21 tháng 4 năm 2016 |  |  |  |
| 115 | "Con ma giúp việc" "Tsumeawase Obake" (つめあわせオバケ)                                                                                                  | 28 tháng 7 năm 2006  | 22 tháng 4 năm 2016 |  |  |  |
| 116 | "Ai là người nói dối! Súng hoán đổi" "Docchi ga Uso ka! Awasēru" (どっちがウソか！アワセール)                                                             | 28 tháng 7 năm 2006  | 22 tháng 4 năm 2016 |  |  |  |
| 117 | "Khi chỉ có hai người, họ làm gì?" "Futarikkiri de Nani Shiteru?" (ふたりっきりでなにしてる？)                                                            | 4 tháng 8 năm 2006   | 25 tháng 4 năm 2016 |  |  |  |
| 118 | "Bột tạo hình" "Mizu Kakōyō Furikake" (水加工用ふりかけ)                                                                                                  | 4 tháng 8 năm 2006   | 25 tháng 4 năm 2016 |  |  |  |
| 119 | "Bom bình đẳng" "Byōdō Bakudan" (ビョードーばくだん) | 18 tháng 8 năm 2006  | 26 tháng 4 năm 2016 |  |  |  |
| 120 | "Xin hãy giúp tôi" "Boku o Tasukeron" (ぼくをタスケロン)                                                                                                  | 18 tháng 8 năm 2006  | 26 tháng 4 năm 2016 |  |  |  |
| 121 | "Thuốc chuyển thể" "Santain" (サンタイン) | 25 tháng 8 năm 2006  | 27 tháng 4 năm 2016 |  |  |  |
| 122 | "Gối hiện thực" "Utsutsu Makura" (うつつまくら) | 25 tháng 8 năm 2006  | 27 tháng 4 năm 2016 |  |  |  |
| 123 | "Tạm biệt Nobita! Doraemon trở về tương lai 1 tiếng" "Nobita-kun, Sayounara! Doraemon, Mirai ni Kaeru" (のび太くん、さようなら！ ドラえもん、未来へ帰る…) | 1 tháng 9 năm 2006   | Không phát sóng     |  |  |  |
| 124 | "Giọng hát của Doraemon" "Doraemon no Uta" (ドラえもんの歌)                                                                                               | 8 tháng 9 năm 2006   | 28 tháng 4 năm 2016 |  |  |  |
| 125 | "Bật lửa đạo diễn" "Raitā Shibai" (ライター芝居) | 8 tháng 9 năm 2006   | 28 tháng 4 năm 2016 |  |  |  |
| 126 | "Cái gì!! Nobita được 100 điểm" "Na, nanto! ! No bi Dai ga hyaku-ten totta" (な、なんと！！のび太が百点とった)                                            | 22 tháng 9 năm 2006  | 29 tháng 4 năm 2016 |  |  |  |
| 127 | "Tấm thẻ của quỷ" "debirukādo" (デビルカード) | 22 tháng 9 năm 2006  | 29 tháng 4 năm 2016 |  |  |  |
| 128 | "Ý nghĩa nặng nhẹ" "Funwari zusshirimētā" (ふんわりズッシリメーター)                                                                                      | 20 tháng 10 năm 2006 | 2 tháng 5 năm 2016  |  |  |  |
| 129 | "Máy gọi UFO" "michitonosōgūki" (未知とのそうぐう機) | 20 tháng 10 năm 2006 | 2 tháng 5 năm 2016  |  |  |  |
| 130 | "Chiếc lá hồ ly" "Doronpa" (ドロン葉) | 27 tháng 10 năm 2006 | 3 tháng 5 năm 2016  |  |  |  |
| 131 | "Hãy giúp đỡ tiên ông robot" "kamisamarobotto ni ai no te o!" (神さまロボットに愛の手を！)                                                                | 27 tháng 10 năm 2006 | 3 tháng 5 năm 2016  |  |  |  |
| 132 | "Chim thu thuế" "Zeikintori" (税金鳥) | 3 tháng 11 năm 2006  | 4 tháng 5 năm 2016  |  |  |  |
| 133 | "Nước nhỏ mắt tàng hình" "tōmeiningenmegusuri" (とう明人間目ぐすり)                                                                                       | 3 tháng 11 năm 2006  | 4 tháng 5 năm 2016  |  |  |  |
| 134 | "Ăng ten lung lay tự tin" "Jishin guratsu ki" (自信ぐらつ機)                                                                                              | 10 tháng 11 năm 2006 | 5 tháng 5 năm 2016  |  |  |  |
| 135 | "Kim cương xui xẻo" "akuundaiya" (悪運ダイヤ) | 10 tháng 11 năm 2006 | 5 tháng 5 năm 2016  |  |  |  |
| 136 | "Dây thừng trừng trị kẻ ác" "Osorubeki seigi rōpu" (おそるべき正義ロープ)                                                                                 | 17 tháng 11 năm 2006 | 6 tháng 5 năm 2016  |  |  |  |
| 137 | "Khinh khí cầu Mini" "mininetsukikyū" (ミニ熱気球) | 17 tháng 11 năm 2006 | 6 tháng 5 năm 2016  |  |  |  |
| 138 | "Hộp không gian bốn chiều" "Yojigentatemashiburokku" (四次元たてましブロック)                                                                             | 24 tháng 11 năm 2006 | 9 tháng 5 năm 2016  |  |  |  |
| 139 | "Dây tơ hồng" "musubinoito" (むすびの糸) | 24 tháng 11 năm 2006 | 9 tháng 5 năm 2016  |  |  |  |
| 140 | "Kẹo trả ơn" "Urashimakyandī" (ウラシマキャンディー) | 1 tháng 12 năm 2006  | Không phát sóng     |  |  |  |
| 141 | "Doraemon và Dorami" "Doraemon to dorami-chan" (ドラえもんとドラミちゃん)                                                                                 | 1 tháng 12 năm 2006  | Không phát sóng     |  |  |  |
| 142 | "Hộ chiếu của ác quỷ" "Akuma no pasupōto" (悪魔のパスポート)                                                                                              | 8 tháng 12 năm 2006  | 10 tháng 5 năm 2016 |  |  |  |
| 143 | "Câu chuyện về hòn đá tinh khôn" "kawaī ishikoro no hanashi" (かわいい石ころの話)                                                                         | 8 tháng 12 năm 2006  | 10 tháng 5 năm 2016 |  |  |  |
| 144 | "Anh hùng chính nghĩa: Tiến lên! Nobita-man1 tiếng" "Seigi no sūpāhīrō Ike! Nobitaman" (正義のスーパーヒーロー 行け！ノビタマン)                          | 31 tháng 12 năm 2006 | Không phát sóng     |  |  |  |

### Năm 2007
|     | |                      |                     |  |  |  |  |
| 74  | "Tủ điện thoại nếu như" "Moshimo bokkusu" (もしもボックス)                                                                                       | 12 tháng 1 năm 2007  | 11 tháng 5 năm 2016 |  |  |  |  |
| 146 | "Đoạt loại Shizuka (Phần đầu)" "shizukachan o torimodose (zenpen)" (しずかちゃんをとりもどせ （前編）)                                           | 12 tháng 1 năm 2007  | 11 tháng 5 năm 2016 |  |  |  |  |
| 75  | "Đoạt lại Shizuka (Phần cuối)" "Shizukachan o torimodose (kōhen)" (しずかちゃんを とりもどせ(後編))                                              | 19 tháng 1 năm 2007  | 12 tháng 5 năm 2016 |  |  |  |  |
| 148 | "Mimi dễ thương" "sutekinamīchan" (すてきなミイちゃん)                                                                                           | 19 tháng 1 năm 2007  | 12 tháng 5 năm 2016 |  |  |  |  |
| 149 | "Thiên tài ngủ gật Nobita" "Nemuri no tensai Nobita" (ねむりの天才のび太)                                                                        | 26 tháng 1 năm 2007  | 13 tháng 5 năm 2016 |  |  |  |  |
| 150 | "Dụng cụ phiêu lưu của Robinson" "robinsonkurūsōsetto" (ロビンソンクルーソーセット)                                                              | 26 tháng 1 năm 2007  | 13 tháng 5 năm 2016 |  |  |  |  |
| 151 | "Loa nói dối thành thật" "Atokarahontosupīkā" (アトカラホントスピーカー)                                                                         | 2 tháng 2 năm 2007   | 16 tháng 5 năm 2016 |  |  |  |  |
| 152 | "Nguy khốn! Bài kiểm tra của Suneo" "dai pinchi! Suneotto no tōan" (大ピンチ！ スネ夫の答案)                                                     | 2 tháng 2 năm 2007   | 16 tháng 5 năm 2016 |  |  |  |  |
| 153 | "Đại hồng thủy" "Sekai chinbotsu" (世界沈没) | 9 tháng 2 năm 2007   | 17 tháng 5 năm 2016 |  |  |  |  |
| 154 | "Huy hiệu kiểm tra cặp đôi" "kappurutesutobajji" (カップルテストバッジ)                                                                          | 9 tháng 2 năm 2007   | 17 tháng 5 năm 2016 |  |  |  |  |
| 155 | "Cuộc phiêu lưu dưới lòng đất (Phần đầu)" "Chitei no kuni tanken (zenpen)" (地底の国探検(前編))                                                  | 16 tháng 2 năm 2007  | 18 tháng 5 năm 2016 |  |  |  |  |
| 156 | "Cuộc phiêu lưu dưới lòng đất (Phần cuối)" "Chitei no kuni tanken (kōhen)" (地底の国探検(後編))                                                  | 23 tháng 2 năm 2007  | 19 tháng 5 năm 2016 |  |  |  |  |
| 157 | "Ngôi sao tàng hình" "Mōten hoshi" (モーテン星)                                                                                                  | 2 tháng 3 năm 2007   | Không phát sóng     |  |  |  |  |
| 158 | "Gia đình sói" "ōkami ikka" (オオカミ一家) | 2 tháng 3 năm 2007   | Không phát sóng     |  |  |  |  |
| 159 | "Thế giới không có gương soi" "Kagami no nai sekai" (かがみのない世界)                                                                           | 9 tháng 3 năm 2007   | 20 tháng 5 năm 2016 |  |  |  |  |
| -   | "Doraemon: Chú khủng long của Nobita 2006" | 10 tháng 3 năm 2007  | 13 tháng 9 năm 2006 |  |  |  |  |
| 160 | "Không thể làm anime được đâu" "Anime seisaku nante wakenai yo" (アニメ制作なんてわけないよ)                                                     | 16 tháng 3 năm 2007  | 23 tháng 5 năm 2016 |  |  |  |  |
| 161 | "Lỗ đen của Nobita" "Nobita no burakkuhōru" (のび太のブラックホール)                                                                             | 16 tháng 3 năm 2007  | 23 tháng 5 năm 2016 |  |  |  |  |
| 162 | "Phù thủy Nobita" "Mahōtsukai Nobita" (魔法使いのび太)                                                                                           | 23 tháng 3 năm 2007  | Không phát sóng     |  |  |  |  |
| 163 | "Bí mật về lâu đài của quỷ vương" "akuma no shiro no himitsu" (悪魔の城のヒミツ)                                                                 | 23 tháng 3 năm 2007  | Không phát sóng     |  |  |  |  |
| 164 | "Cuộc phiêu lưu vào ma giới" "joshō shinmakaidaibōken" (序章・新魔界大冒険)                                                                      | 23 tháng 3 năm 2007  | Không phát sóng     |  |  |  |  |
| 165 | "Cô bé mang đôi giày đỏ" "Aka ikutsu no on'nanoko" (赤いくつの女の子)                                                                            | 20 tháng 4 năm 2007  | 24 tháng 5 năm 2016 |  |  |  |  |
| 166 | "Cá mập ở bãi đất trống" "akichi no jōzu" (空き地のジョーズ)                                                                                     | 20 tháng 4 năm 2007  | 24 tháng 5 năm 2016 |  |  |  |  |
| 167 | "Đội cảm tử cứu nguy cho Nobita" "Nobita kyūshutsu kesshi tanken-tai" (のび太救出決死探検隊)                                                     | 11 tháng 5 năm 2007  | 25 tháng 5 năm 2016 |  |  |  |  |
| 168 | "Chiếc vòng ban ơn" "Arigatāya" (アリガターヤ)                                                                                                   | 18 tháng 5 năm 2007  | 26 tháng 5 năm 2016 |  |  |  |  |
| 169 | "Người ấy ở đại sảnh" "anohitohaima" (あの人は居間)                                                                                              | 18 tháng 5 năm 2007  | 26 tháng 5 năm 2016 |  |  |  |  |
| 170 | "Cô phù thủy Shizuka" "Majo-kko shizuchan" (魔女っ子しずちゃん)                                                                                  | 25 tháng 5 năm 2007  | 27 tháng 5 năm 2016 |  |  |  |  |
| 171 | "Bí mật trong tim Shizuka" "shizukachan no kokoro no himitsu" (しずかちゃんの心の秘密)                                                           | 25 tháng 5 năm 2007  | 27 tháng 5 năm 2016 |  |  |  |  |
| 172 | "Anh hùng chính nghĩa - Siêu nhân Jaian" "Seigi no Hīrō Sūpā Jaian" (正義のヒーロー スーパージャイアン)                                          | 1 tháng 6 năm 2007   | 17 tháng 7 năm 2017 |  |  |  |  |
| 173 | "Anh hùng chính nghĩa - Siêu nhân cú vọ" "Seigi no Hīrō Fukuro Man Sūtsu" (正義のヒーロー フクロマン)                                            | 1 tháng 6 năm 2007   | 17 tháng 7 năm 2017 |  |  |  |  |
| 174 | "Doraemon sao không nuôi hả?" "Doraemon kaimasen ka?" (ドラえもん飼いませんか？)                                                                 | 8 tháng 6 năm 2007   | 18 tháng 7 năm 2017 |  |  |  |  |
| 175 | "Sinh nhật đáng sợ của Jaian" "Kyōfu no jaian tanjōbi" (恐怖のジャイアン誕生日)                                                                  | 8 tháng 6 năm 2007   | 18 tháng 7 năm 2017 |  |  |  |  |
| 176 | "Sinh nhật đáng sợ của Jaian - lặp lại" "Kyōfu no jaian tanjōbi ritānzu" (恐怖のジャイアン誕生日 リターンズ)                                     | 15 tháng 6 năm 2007  | 19 tháng 7 năm 2017 |  |  |  |  |
| 177 | "Jaian bị đánh bại" "jaian ga make chatta! ?" (ジャイアンが負けちゃった!?)                                                                       | 15 tháng 6 năm 2007  | 19 tháng 7 năm 2017 |  |  |  |  |
| 178 | "Nobita trở thành Picasso! Bình xịt che lấp khuyết điểm" "Nobita ga Pikaso ni! ? Heta uma supurē" (のび太がピカソに!?へたうまスプレー)           | 22 tháng 6 năm 2007  | 20 tháng 7 năm 2017 |  |  |  |  |
| 179 | "Xài tiền mà cũng như không!" "shi tenai chokin o tsukatchao!" (してない貯金を使っちゃお！)                                                      | 22 tháng 6 năm 2007  | 20 tháng 7 năm 2017 |  |  |  |  |
| 180 | "Đại chiến hải tặc - Tình yêu lãng mạn ở biển phương Nam" "~ Kaizoku daisakusen ~ Nankai no raburomansu ~" (～海賊大決戦 ～南海のラブロマンス～) | 29 tháng 6 năm 2007  | Không phát sóng     |  |  |  |  |
| 181 | "Đường chân trời trong phòng Nobita" "Nobita no heya no chiheisen" (のび太の部屋の地平線)                                                        | 6 tháng 7 năm 2007   | 21 tháng 7 năm 2017 |  |  |  |  |
| 182 | "Shizuka trong quả trứng" "tama go no naka no shizukachan" (たまごの中のしずかちゃん)                                                            | 6 tháng 7 năm 2007   | 21 tháng 7 năm 2017 |  |  |  |  |
| 183 | "Những ngôi sao "đen sì" nổi tiếng" "Ninki sutā ga makkuro ke" (人気スターがまっ黒け)                                                            | 13 tháng 7 năm 2007  | 24 tháng 7 năm 2017 |  |  |  |  |
| 184 | "Ngôi nhà điền kinh bắt buộc" "Muriyari asurechikku hausu" (むりやりアスレチック・ハウス)                                                        | 20 tháng 7 năm 2007  | 25 tháng 7 năm 2017 |  |  |  |  |
| 185 | "Thành lập công ty Mèo" "neko ga kaisha o tsukutta nya" (ネコが会社を作ったニャ)                                                                 | 20 tháng 7 năm 2007  | 25 tháng 7 năm 2017 |  |  |  |  |
| 186 | "Hồ bơi trên mây" "Kumo no naka no pūru" (雲の中のプール)                                                                                        | 27 tháng 7 năm 2007  | 26 tháng 7 năm 2017 |  |  |  |  |
| 187 | "Tin sốt dẻo! Nobita và cuộc hẹn hò bí mật" "sukūpu! Nobita to himitsu no dēto" (スクープ！ のび太と秘密のデート)                                | 27 tháng 7 năm 2007  | 26 tháng 7 năm 2017 |  |  |  |  |
| 188 | "Con voi và người bác" "Zō to ojisan" (ぞうとおじさん)                                                                                           | 10 tháng 8 năm 2007  | 27 tháng 7 năm 2017 |  |  |  |  |
| 189 | "Làm chủ cơn đói" "Hara peko goshujin-sama" (腹ペコご主人さま)                                                                                   | 17 tháng 8 năm 2007  | 28 tháng 7 năm 2017 |  |  |  |  |
| 190 | "Chiếc nhẫn kim cương của mẹ" "mama no daiya o nusumidase" (ママのダイヤを盗み出せ)                                                              | 17 tháng 8 năm 2007  | 28 tháng 7 năm 2017 |  |  |  |  |
| 191 | "Hãy cẩn thận khi mua đồ ở tương lai" "Mirai no kaimono wa goyōshin" (未来の買いものはご用心)                                                    | 31 tháng 8 năm 2007  | 31 tháng 7 năm 2017 |  |  |  |  |
| 192 | "Doraemon bị bệnh nặng" "Doraemon ga jūbyō ni?" (ドラえもんが重病に？)                                                                           | 31 tháng 8 năm 2007  | 31 tháng 7 năm 2017 |  |  |  |  |
| 193 | "Ngày tái sinh của Doraemon1 tiếng" "Doraemon ga umarekawaru hi" (ドラえもんが生まれ変わる日)                                                    | 7 tháng 9 năm 2007   | Không phát sóng     |  |  |  |  |
| 194 | "Đừng cướp Jack của tôi" "watashi no jakku o toranaide" (私のジャックをとらないで)                                                               | 14 tháng 9 năm 2007  | 1 tháng 8 năm 2017  |  |  |  |  |
| 195 | "Nàng tiên ống tre của Nobita" "Nobita ga sodateta kaguyahime" (のび太が育てたかぐや姫)                                                          | 14 tháng 9 năm 2007  | 1 tháng 8 năm 2017  |  |  |  |  |
| 196 | "Ngộ Không đi chợ, Lọ Lem lau nhà" "Otsu kai wa Songokū, zō kin-gake wa Shinderera" (おつかいは孫悟空、 ぞうきんがけはシンデレラ)                | 21 tháng 9 năm 2007  | 2 tháng 8 năm 2017  |  |  |  |  |
| 197 | "Nobita đắc đạo thành tiên" "Nobita sen'nin ni naru! ?" (のび太仙人になる!?)                                                                     | 21 tháng 9 năm 2007  | 2 tháng 8 năm 2017  |  |  |  |  |
| 198 | "Bé bão anh hùng" "Taifū no fū-ko" (台風のフー子)                                                                                                | 26 tháng 10 năm 2007 | 3 tháng 8 năm 2017  |  |  |  |  |
| 199 | "Đóa hoa Pinocchio" "Pinokionohana" (ピノキオの花)                                                                                               | 2 tháng 11 năm 2007  | 4 tháng 8 năm 2017  |  |  |  |  |
| 200 | "Lãnh chúa của thế kỷ 21" "21 seiki no oto no sama" (21世紀のおとのさま)                                                                         | 2 tháng 11 năm 2007  | 4 tháng 8 năm 2017  |  |  |  |  |
| 201 | "Khăn trải bàn ẩm thực" "Gurumetēburu kake" (グルメテーブルかけ)                                                                                 | 16 tháng 11 năm 2007 | 7 tháng 8 năm 2017  |  |  |  |  |
| 202 | "Việc làm thêm của người tuyết" "yukiotoko no arubaito" (雪男のアルバイト)                                                                       | 16 tháng 11 năm 2007 | 7 tháng 8 năm 2017  |  |  |  |  |
| 203 | "Tôi là Mini Doraemon" "Bokuminidoraemon" (ぼくミニドラえもん)                                                                                   | 30 tháng 11 năm 2007 | 8 tháng 8 năm 2017  |  |  |  |  |
| 204 | "Đẹp trai, mạnh mẽ hay IQ" "kao ka chikara ka IQ ka" (顔か力かＩＱか)                                                                            | 30 tháng 11 năm 2007 | 8 tháng 8 năm 2017  |  |  |  |  |
| 205 | "Bảo vệ hoàng tử! Truyền thuyết Dorami tam kiếm sĩ1 tiếng" "Ōji o mamore! Densetsu no dorami san kenshi" (王子を守れ！ 伝説のドラミ三剣士)       | 7 tháng 12 năm 2007  | Không phát sóng     |  |  |  |  |
| 206 | "Cuộc phiêu lưu của Nobita lớn, Nobita nhỏ" "Nobita no chīsana chīsana dai bōken" (のび太の小さな小さな大冒険)                                   | 31 tháng 12 năm 2007 | Không phát sóng     |  |  |  |  |
| 207 | "Doraemon! Năm nay là năm con Chuột đó!" "Mōsugu nezumi-nenda yo, Doraemon" (もうすぐネズミ年だよ、ドラえもん)                                   | 31 tháng 12 năm 2007 | Không phát sóng     |  |  |  |  |
| 208 | "Dora Địa Tạng thời chiến quốc" "Sengoku jidai no dora jizō" (戦国時代のドラ地蔵)                                                                | 31 tháng 12 năm 2007 | Không phát sóng     |  |  |  |  |

### Năm 2008
|     | |                      |                     |  |  |  |
| 209 | "Máy giao dịch" "Dengekitorēdo" (デンゲキトレード) | 11 tháng 1 năm 2008  | 9 tháng 8 năm 2017  |  |  |  |
| 210 | "Trang trại bánh kẹo" "okashi bokujō" (おかし牧場) | 11 tháng 1 năm 2008  | 9 tháng 8 năm 2017  |  |  |  |
| 211 | "Chiến lược không đi học trễ" "Chi koku sutoppu dai sakusen" (ちこくストップ大作戦)                                                                    | 18 tháng 1 năm 2008  | 10 tháng 8 năm 2017 |  |  |  |
| 212 | "Quật ngã Jaian! Thần chú pháp thuật" "datō jaian! Mahō no jumon" (打倒ジャイアン！魔法の呪文)                                                         | 18 tháng 1 năm 2008  | 10 tháng 8 năm 2017 |  |  |  |
| 213 | "Nobita + Bồ câu=?" "Nobita + hato =?" (のび太＋ハト＝？)                                                                                              | 25 tháng 1 năm 2008  | 11 tháng 8 năm 2017 |  |  |  |
| 214 | "Hòn đá kiên cường" "Tsuyo ~ i ishi" (強～いイシ) | 25 tháng 1 năm 2008  | 11 tháng 8 năm 2017 |  |  |  |
| 215 | "Suneo đến thẩm mỹ viện" "Suneotto, miyōin e iku" (スネ夫，美容院へ行く)                                                                               | 1 tháng 2 năm 2008   | 14 tháng 8 năm 2017 |  |  |  |
| 216 | "Tạm biệt Suneo" "sayōnara suneo…" (さようならスネ夫…)                                                                                                 | 1 tháng 2 năm 2008   | 14 tháng 8 năm 2017 |  |  |  |
| 217 | "Tay súng vũ trụ Nobita (Phần đầu)" "Uchū ganfaitā Nobita (zenpen)" (宇宙ガンファイターのび太 (前編))                                                  | 8 tháng 2 năm 2008   | 15 tháng 8 năm 2017 |  |  |  |
| 218 | "Tay súng vũ trụ Nobita (Phần cuối)" "Uchū ganfaitā Nobita (kōhen)" (宇宙ガンファイターのび太 (後編))                                                  | 15 tháng 2 năm 2008  | 16 tháng 8 năm 2017 |  |  |  |
| 219 | "Hành lễ với đội trưởng Nobita" "Nobita taichō ni kei rei!" (のび太隊長にけい礼！)                                                                     | 22 tháng 2 năm 2008  | 17 tháng 8 năm 2017 |  |  |  |
| 220 | "Kế hoạch tên lửa của thiên tài Dekisugi" "Tensai-de kisugi no roketto keikaku" (天才・出木杉のロケット計画)                                           | 22 tháng 2 năm 2008  | 17 tháng 8 năm 2017 |  |  |  |
| 221 | "Bộ giáp vô địch vô hình" "Muteki no urutora supesharu maiti suto rongu sūpā yoroi" (無敵のウルトラ・スペシャル・マイティ・ストロング・スーパーよろい) | 29 tháng 2 năm 2008  | 18 tháng 8 năm 2017 |  |  |  |
| 222 | "Tinh linh yêu Nobita" "Nobita ni koi shita seirei" (のび太に恋した精霊)                                                                               | 29 tháng 2 năm 2008  | 18 tháng 8 năm 2017 |  |  |  |
| 223 | "Chính là ta, ngọn lửa của Momotaro 2008" "Boku, Momotarō no nan'na no sa 2008" (ぼく、桃太郎のなんなのさ2008)                                         | 7 tháng 3 năm 2008   | Không phát sóng     |  |  |  |
| 224 | "Rừng cũng có sinh mệnh" "Mori haikiteiru" (森は生きている)                                                                                            | 14 tháng 3 năm 2008  | 21 tháng 8 năm 2017 |  |  |  |
| 225 | "Hiệu ứng đặc biệt Uradoraman" "Tokusatsu uradoraman" (特撮ウラドラマン)                                                                               | 21 tháng 3 năm 2008  | Không phát sóng     |  |  |  |
| -   | "Doraemon: Phiên bản mới • Nobita và chuyến phiêu lưu vào xứ quỷ - 7 nhà phép thuật"                                                                   | 21 tháng 3 năm 2008  | 20 tháng 9 năm 2013 |  |  |  |
| 226 | "Kibo biết yêu" "Kī bō ga koi o shita" (キー坊が恋をした)                                                                                              | 28 tháng 3 năm 2008  | Không phát sóng     |  |  |  |
| 227 | "Người khổng lồ xanh ngoại truyện" "mō hitotsu no" midorinokyojinden"" (もうひとつの"緑の巨人伝")                                                      | 28 tháng 3 năm 2008  | Không phát sóng     |  |  |  |
| 228 | "Nhân cách thứ hai" "jikiruhaido" (ジキルハイド / tạm dịch: "Jekyll và Hyde")                                                                          | 28 tháng 3 năm 2008  | Không phát sóng     |  |  |  |
| 229 | "Ngày tớ ra đời" "Boku no umaretahi" (ぼくの生まれた日)                                                                                                | 25 tháng 4 năm 2008  | 22 tháng 8 năm 2017 |  |  |  |
| 230 | "Thử nói lời từ biệt" "Tameshi ni sayōnara" (ためしにさようなら)                                                                                       | 2 tháng 5 năm 2008   | 23 tháng 8 năm 2017 |  |  |  |
| 231 | "Doraemon VS Dracula (Phần đầu)" "Doraemon vs dorakyura (zenpen)" (ドラえもんｖｓドラキュラ（前編))                                                    | 9 tháng 5 năm 2008   | 25 tháng 8 năm 2017 |  |  |  |
| 232 | "Doraemon VS Dracula (Phần cuối)" "Doraemon vs dorakyura (kōhen)" (ドラえもんｖｓドラキュラ（後編))                                                    | 16 tháng 5 năm 2008  | 28 tháng 8 năm 2017 |  |  |  |
| 233 | "Hơi gas kịch tính" "Doramachikkugasu" (ドラマチックガス)                                                                                              | 23 tháng 5 năm 2008  | 24 tháng 7 năm 2017 |  |  |  |
| 234 | "Nobita thật giỏi! Lại lần nữa nào" "Nobita wa Erai! wo Mō Ichido" (のび太はエライ!をもう一度)                                                         | 23 tháng 5 năm 2008  | 20 tháng 9 năm 2017 |  |  |  |
| 235 | "Nobita là món quà của Shizuka" "Shizukachan e no purezento wa Nobita" (しずかちゃんへのプレゼントはのび太)                                            | 30 tháng 5 năm 2008  | 24 tháng 8 năm 2017 |  |  |  |
| 236 | "Trò chơi người thật của tương lai" "Mirai no Hommono Gēmu" (未来の本物ゲーム)                                                                         | 6 tháng 6 năm 2008   | 29 tháng 8 năm 2017 |  |  |  |
| 237 | "Thám tử Nobita" "Meitantei Nobita" (迷探偵のび太) | 6 tháng 6 năm 2008   | 29 tháng 8 năm 2017 |  |  |  |
| 238 | "Làm đường sắt tặng ba" "Chichi no Hi ni Chikatetsu wo" (父の日に地下鉄を)                                                                             | 13 tháng 6 năm 2008  | 30 tháng 8 năm 2017 |  |  |  |
| 239 | "Tình yêu của Jaian (Phần đầu)" "Koi Suru Jaian (zenpen)" (恋するジャイアン（前編）)                                                                   | 13 tháng 6 năm 2008  | 30 tháng 8 năm 2017 |  |  |  |
| 240 | "Tình yêu của Jaian (Phần cuối)" "Koi Suru Jaian (kōhen)" (恋するジャイアン（後編）)                                                                   | 20 tháng 6 năm 2008  | 31 tháng 8 năm 2017 |  |  |  |
| 241 | "Dong buồm ra biển" "Sensuikan de Umi e Ikō" (せん水艦で海に行こう)                                                                                    | 20 tháng 6 năm 2008  | 31 tháng 8 năm 2017 |  |  |  |
| 242 | "Vương quốc đắm chìm dưới đáy biển1 tiếng" "Nemuru Umi no Ōkoku" (眠る海の王国)                                                                        | 27 tháng 6 năm 2008  | Không phát sóng     |  |  |  |
| 243 | "Chiến tranh vũ trụ đêm Thất tịch" "Tanabata no Uchū Sensō" (七夕の宇宙戦争)                                                                           | 11 tháng 7 năm 2008  | 1 tháng 9 năm 2017  |  |  |  |
| 244 | "Có kẻ vô dụng hơn cả tớ" "Boku yori Dame na Yatsu ga Kita" (ぼくよりダメなやつが来た)                                                                 | 18 tháng 7 năm 2008  | 4 tháng 9 năm 2017  |  |  |  |
| 245 | "Vệ sĩ linh hồn phía sau" "Bodī Gādo wa Haigorei" (ボディガードは背後霊)                                                                               | 18 tháng 7 năm 2008  | 4 tháng 9 năm 2017  |  |  |  |
| 246 | "Nhân đôi số lượng" "Baibain" (バイバイン) | 25 tháng 7 năm 2008  | 5 tháng 9 năm 2017  |  |  |  |
| 247 | "Tạm biệt Hana" "Sayonara Hana-chan" (さよならハナちゃん)                                                                                              | 25 tháng 7 năm 2008  | 5 tháng 9 năm 2017  |  |  |  |
| 248 | "Hồn ma xuất hiện" "Shikashi Yūrei wa Deta!" (しかしユーレイはでた！)                                                                                  | 1 tháng 8 năm 2008   | 6 tháng 9 năm 2017  |  |  |  |
| 249 | "Kế hoạch ngày sinh nhật" "Tanjōbi wa Keikakuteki ni" (誕生日は計画的に)                                                                               | 8 tháng 8 năm 2008   | 7 tháng 9 năm 2017  |  |  |  |
| 250 | "Máy cải lão hoàn đồng" "Jinsei Yarinaoshiki" (人生やりなおし機)                                                                                       | 8 tháng 8 năm 2008   | 7 tháng 9 năm 2017  |  |  |  |
| 251 | "Khách sạn thời đồ đá" "Sekki Jidai no Hoteru" (石器時代のホテル)                                                                                      | 15 tháng 8 năm 2008  | 8 tháng 9 năm 2017  |  |  |  |
| 252 | "Đánh bại Jaian" "Jaianzu o Buttobase" (ジャイアンズをぶっとばせ)                                                                                      | 22 tháng 8 năm 2008  | 11 tháng 9 năm 2017 |  |  |  |
| 253 | "Cùng vẽ thế giới nào" "Sekai o Nurikae yō" (世界をぬりかえよう)                                                                                       | 29 tháng 8 năm 2008  | 12 tháng 9 năm 2017 |  |  |  |
| 254 | "Ngày nghỉ của Doraemon" "Doraemon ni Kyūjitsu o!!" (ドラえもんに休日を！！)                                                                           | 29 tháng 8 năm 2008  | 12 tháng 9 năm 2017 |  |  |  |
| 255 | "Giọt lệ xanh của Doraemon1 tiếng" "Doraemon no Aoi Namida" (ドラえもんの青い涙)                                                                       | 5 tháng 9 năm 2008   | Không phát sóng     |  |  |  |
| 256 | "Trà mạo hiểm" "Adoben-cha" (アドベン茶) | 12 tháng 9 năm 2008  | 13 tháng 9 năm 2017 |  |  |  |
| 257 | "Chuyện ông nhà văn" "Berosō Uranai de Ō Atari!!" (ベロ相うらないで大当たり)                                                                           | 12 tháng 9 năm 2008  | 13 tháng 9 năm 2017 |  |  |  |
| 258 | "Nobita ở hoang đảo 3000 ngày" "Nobita ga Mujintō de Sanzennichi" (のび太が無人島で3000日)                                                             | 19 tháng 9 năm 2008  | 14 tháng 9 năm 2017 |  |  |  |
| 259 | "Robot giúp việc Nobi chả ai cần" "Nobi Robo wa Yakutatazu" (のびロボは役立たず)                                                                       | 17 tháng 10 năm 2008 | 15 tháng 9 năm 2017 |  |  |  |
| 260 | "Danh sách gặp mặt của Nobita" "Nobita no Deai Katarogu" (のび太の出会いはカタログ)                                                                    | 17 tháng 10 năm 2008 | 15 tháng 9 năm 2017 |  |  |  |
| 261 | "Chuyến đi bộ dưới đáy biển" "Kaitei Haikingu" (海底ハイキング)                                                                                        | 24 tháng 10 năm 2008 | Không phát sóng     |  |  |  |
| 262 | "Buổi biểu diễn trượt băng của Nobita" "Nobita Tachi no Aisu Shō" (のび太たちのアイスショー)                                                           | 24 tháng 10 năm 2008 | Không phát sóng     |  |  |  |
| 263 | "Lời đồn về tình cảm không thể dừng lại" "Koi no Uwasa wa Yamerare nai" (恋のウワサはやめられない)                                                     | 31 tháng 10 năm 2008 | 18 tháng 9 năm 2017 |  |  |  |
| 264 | "Thời gian ơi! Chuyển động nào" "Jikan yo Ugoke〜!!" (時間よ動け～っ！！)                                                                              | 31 tháng 10 năm 2008 | 18 tháng 9 năm 2017 |  |  |  |
| 265 | "Và rồi cuộc hành trình của tôi bắt đầu" "Soshite, Bokura wa Tabi ni Deta" (そして、ボクらは旅に出た)                                                  | 7 tháng 11 năm 2008  | 19 tháng 9 năm 2017 |  |  |  |
| 266 | "Pháo đài vô địch của Suneo" "Suneo no Muteki Hōdai" (スネ夫の無敵砲台)                                                                                | 14 tháng 11 năm 2008 | 20 tháng 9 năm 2017 |  |  |  |
| 267 | "Pháp sư gọi hồn" "Zabuton nimo Tamashii ga Aru" (ざぶとんにもたましいがある)                                                                          | 21 tháng 11 năm 2008 | 21 tháng 9 năm 2017 |  |  |  |
| 268 | "Chăm sóc em trai" "Otōto o Tsukurō" (弟をつくろう) | 28 tháng 11 năm 2008 | 22 tháng 9 năm 2017 |  |  |  |
| 269 | "Làm kẻ ác cũng khó" "Aku no Michi o Susume!" (悪の道を進め！)                                                                                         | 28 tháng 11 năm 2008 | 22 tháng 9 năm 2017 |  |  |  |
| 270 | "Một ngày với Dorami" "Dorami no Saiaku no Ichinichi" (ドラミの最悪の一日)                                                                             | 5 tháng 12 năm 2008  | 25 tháng 9 năm 2017 |  |  |  |
| 271 | "Món bánh dưa lưới đệ nhất thiên hạ" "Sekaiichi no Meron-pan" (世界一のメロンパン)                                                                     | 5 tháng 12 năm 2008  | 25 tháng 9 năm 2017 |  |  |  |
| 272 | "Đại nổi loạn — Đôi tay robot khổng lồ" "Ō Abare, Tezukuri Kyodai Robo" (大あばれ、手作り巨大ロボ)                                                     | 12 tháng 12 năm 2008 | 26 tháng 9 năm 2017 |  |  |  |
| 273 | "Gậy thăng bằng" "Korogaru Saka no Tsue" (ころがる坂のつえ)                                                                                            | 19 tháng 12 năm 2008 | 8 tháng 12 năm 2017 |  |  |  |
| 274 | "Nobita đại chiến điểm 0" "Nobita no Reiten Dasshutsu Sakusen" (のび太の０点脱出作戦)                                                                  | 19 tháng 12 năm 2008 | 8 tháng 12 năm 2017 |  |  |  |
| 275 | "Chuyển nhà đến lâu đài ma quái" "Yūrei-jō e Hikkoshi" (ゆうれい城へひっこし)                                                                          | 31 tháng 12 năm 2008 | Không phát sóng     |  |  |  |
| 276 | "Nhà Nobi không trọng lực" "Nobi-ke ga Mujūryoku" (野比家が無重力)                                                                                     | 31 tháng 12 năm 2008 | Không phát sóng     |  |  |  |
| 277 | "Chỉ còn 4 giờ nữa cho đến lúc lũ chuột tận diệt" "Nezumi ga Saru Made Ato Yojikan" (ネズミが去るまであと４時間)                                       | 31 tháng 12 năm 2008 | Không phát sóng     |  |  |  |

### Năm 2009
|     | |                      |                      |  |  |  |
| 278 | "Kho báu của Nobisaemon" "Nobizaemon no Hihō" (のび左エ門の秘宝)                                                                 | 9 tháng 1 năm 2009   | 11 tháng 12 năm 2017 |  |  |  |
| 279 | "Câu chuyện về giấc mơ của Nobita" "Nobita no yumemonogatari" (のび太の夢物語)                                                   | 16 tháng 1 năm 2009  | 12 tháng 12 năm 2017 |  |  |  |
| 280 | "Một nửa của một nửa của một nửa" "Hanbun no Hanbun no Mata Hanbun" (半分の半分のまた半分)                                       | 23 tháng 1 năm 2009  | 13 tháng 12 năm 2017 |  |  |  |
| 281 | "Ký ức về con lật đật" "Ano hi Ano Toki Ano Daruma" (あの日あの時あのダルマ)                                                     | 23 tháng 1 năm 2009  | 13 tháng 12 năm 2017 |  |  |  |
| -   | "Phim Doraemon: Nobita và người khổng lồ xanh"                                                                                   | 6 tháng 2 năm 2009   | 27 tháng 9 năm 2013  |  |  |  |
| 282 | "Ngôi nhà tình yêu của Nobita và Shizuka" "Nobita to Shizuka no Ai no Ie" (のび太としずかの愛の家)                               | 13 tháng 2 năm 2009  | 14 tháng 12 năm 2017 |  |  |  |
| 283 | "Găng tay cổ động chiến thắng" "Shōri wo Yobu Chiarīdā Tebukuro" (勝利をよぶチアリーダーてぶくろ)                                | 13 tháng 2 năm 2009  | 14 tháng 12 năm 2017 |  |  |  |
| 284 | "Ngôi làng bí ẩn trên núi tuyết" "Yama Oku Mura no Kai Jiken" (山おく村の怪事件)                                                 | 20 tháng 2 năm 2009  | Không phát sóng      |  |  |  |
| 285 | "Động vật tưởng tượng tại Công viên Mộng Ảo" "Kūsō Dōbutsu Safari Pāku" (空想動物サファリパーク)                                 | 27 tháng 2 năm 2009  | 15 tháng 12 năm 2017 |  |  |  |
| 286 | "Đêm ở đường sắt Ngân Hà1 tiếng" "Ama no Gawa Tetsudō no Yoru" (天の川鉄道の夜)                                                  | 6 tháng 3 năm 2009   | Không phát sóng      |  |  |  |
| 287 | "Quái nhân của thế giới tương lai" "Mirai Sekai nou Kaijin" (未来世界の怪人)                                                     | 13 tháng 3 năm 2009  | 18 tháng 12 năm 2017 |  |  |  |
| 288 | "Tạm biệt Doraemon" "Sayōnara Doraemon" (さようならドラえもん)                                                                   | 20 tháng 3 năm 2009  | Không phát sóng      |  |  |  |
| 289 | "Nobita và cá heo sao thổ" "Nobita to Hoshi o Nagasu Kujira" (のび太と星を流すクジラ)                                            | 20 tháng 3 năm 2009  | Không phát sóng      |  |  |  |
| 290 | "Chào mừng đến tâm Trái Đất (Phần đầu)" "Yōkoso, Chikyū no Chūshin e (Zenpen)" (ようこそ、世界の中心へ (前編))                   | 1 tháng 5 năm 2009   | 19 tháng 12 năm 2017 |  |  |  |
| 291 | "Chào mừng đến tâm Trái Đất (Phần cuối)" "Yōkoso, Chikyū no Chūshin e (Kisaki)" (ようこそ、世界の中心へ (後編))                  | 8 tháng 5 năm 2009   | 20 tháng 12 năm 2017 |  |  |  |
| 292 | "Shizuka biến mất rồi!?" "Shizuka-chan ga Kieta!?" (しずかちゃんが消えた!?)                                                      | 15 tháng 5 năm 2009  | 21 tháng 12 năm 2017 |  |  |  |
| 293 | "Lời cầu hôn của ông Nobi" "Nobita no Puropōzu Sakusen" (のび太のプロポーズ作戦)                                                 | 22 tháng 5 năm 2009  | 22 tháng 12 năm 2017 |  |  |  |
| 294 | "Doraemon ăn kiêng" "Doraemon ga Daietto!?" (ドラえもんがダイエット！？)                                                         | 29 tháng 5 năm 2009  | 25 tháng 12 năm 2017 |  |  |  |
| 295 | "Nhà Nobi Khủng hoảng tài chính" "Nobi-ka no Kakei ga Dai Pinchi" (野比家の家計が大ピンチ)                                       | 29 tháng 5 năm 2009  | 25 tháng 12 năm 2017 |  |  |  |
| 296 | "Người bạn của chính nghĩa - Self Kamen" "Seigi no Mikata Serufu Kamen" (正義の味方セルフ仮面)                                   | 5 tháng 6 năm 2009   | 26 tháng 12 năm 2017 |  |  |  |
| 297 | "Jaian đến nhà ăn chực" "I Sōrō Jaian" (いそうろうジャイアン)                                                                    | 12 tháng 6 năm 2009  | 27 tháng 12 năm 2017 |  |  |  |
| 298 | "Búi tóc kết giao bạn bè" "Tomodachi ni Natte Chonmage" (友だちになってチョンマゲ)                                               | 12 tháng 6 năm 2009  | 27 tháng 12 năm 2017 |  |  |  |
| 299 | "Nỗi khổ của vũ nam" "Ame Otoko Hatsurai yo" (雨男はつらいよ)                                                                    | 19 tháng 6 năm 2009  | 28 tháng 12 năm 2017 |  |  |  |
| 300 | "Mỹ nữ yêu Nobita" "Nobita o Aishita Bishōjo" (のび太を愛した美少女)                                                             | 26 tháng 6 năm 2009  | Không phát sóng      |  |  |  |
| 301 | "Hành tinh ngược đời" "Abekobe Wakusei" (あべこべ惑星)                                                                           | 3 tháng 7 năm 2009   | 29 tháng 12 năm 2017 |  |  |  |
| 302 | "Suneo bị bắt cóc" "Suneotto yū Kai Jiken" (スネ夫ゆうかい事件)                                                                  | 10 tháng 7 năm 2009  | 1 tháng 1 năm 2018   |  |  |  |
| 303 | "Doraemon từ chức" "Doraemon Yamemasu" (ドラえもんやめます)                                                                      | 10 tháng 7 năm 2009  | 1 tháng 1 năm 2018   |  |  |  |
| 304 | "Máy bay côn trùng" "Konchū Hikōki ni Norō" (コンチュウ飛行機にのろう)                                                           | 17 tháng 7 năm 2009  | 2 tháng 1 năm 2018   |  |  |  |
| 305 | "Đi bộ dưới đáy biển mà không cần xuống biển" "Umi ni Hairazu Kaitei o Sanpo Suru Hōhō" (海に入らず海底を散歩する方法)           | 24 tháng 7 năm 2009  | 3 tháng 1 năm 2018   |  |  |  |
| 306 | "Mùa đông giữa mùa hè" "Manatsu ni Fuyu ga Yattekita" (真夏に冬がやってきた)                                                     | 24 tháng 7 năm 2009  | 3 tháng 1 năm 2018   |  |  |  |
| 307 | "Hồn ma xuất hiện" "Dakara, Yūrei wa Deta" (だから、ユーレイは出た)                                                              | 31 tháng 7 năm 2009  | 4 tháng 1 năm 2018   |  |  |  |
| 308 | "Nobita trong tim Nobita" "Nobita no Naka no Nobita" (のび太の中ののび太)                                                        | 7 tháng 8 năm 2009   | 5 tháng 1 năm 2018   |  |  |  |
| 309 | "Hạnh phúc của công chúa người cá" "Shiawasena Ningyo Hime" (幸せな人魚姫)                                                       | 14 tháng 8 năm 2009  | 8 tháng 1 năm 2018   |  |  |  |
| 310 | "Tình yêu của Doraemon" "Koisuru Doraemon" (恋するドラえもん)                                                                    | 21 tháng 8 năm 2009  | 9 tháng 1 năm 2018   |  |  |  |
| 311 | "Muku, con chó xấu xa" "Dame Inu, Muku" (ダメ犬、ムク)                                                                           | 28 tháng 8 năm 2009  | 10 tháng 1 năm 2018  |  |  |  |
| 312 | "Robot tí hon là người giúp việc?" "Kobi to Robotto wa Hataraki-sha!?" (こびとロボットははたらき者！？)                          | 28 tháng 8 năm 2009  | 10 tháng 1 năm 2018  |  |  |  |
| 313 | "Chỉ có một Nobita trên thế giới này thôi" "Nobita wa Sekai ni Tada Itsupiki" (のび太は世界にただ一匹)                           | 4 tháng 9 năm 2009   | 11 tháng 1 năm 2018  |  |  |  |
| 314 | "Một ngày dài của Doraemon1 tiếng" "Doraemon no Nagai Tsuitachi" (ドラえもんの長い一日)                                          | 11 tháng 9 năm 2009  | Không phát sóng      |  |  |  |
| 315 | "Đại loạn! Em bé của Nobita" "Dai Abare! Nobita no Akachan" (大あばれ！のび太の赤ちゃん)                                         | 18 tháng 9 năm 2009  | 12 tháng 1 năm 2018  |  |  |  |
| 316 | "Nhà Nobita là mê cung khổng lồ" "Nobi-ka ga Kyodai Meiro ni!?" (野比家が巨大迷路に！？)                                         | 16 tháng 10 năm 2009 | 15 tháng 1 năm 2018  |  |  |  |
| 317 | "Cầu vồng Violet" "Niji no Bioretta" (虹のビオレッタ)                                                                            | 16 tháng 10 năm 2009 | 15 tháng 1 năm 2018  |  |  |  |
| 318 | "Lời tạm biệt nơi cửa sổ" "Ano Mado ni Sayōnara" (あの窓にさようなら)                                                            | 23 tháng 10 năm 2009 | 16 tháng 1 năm 2018  |  |  |  |
| 319 | "Cùng vẽ mặt nào" "Keshigomu de Nopperabō" (消しゴムでのっぺらぼう)                                                              | 30 tháng 10 năm 2009 | 17 tháng 1 năm 2018  |  |  |  |
| 320 | "Binh lính đồ chơi" "Omocha no Heitai" (おもちゃの兵隊)                                                                          | 30 tháng 10 năm 2009 | 17 tháng 1 năm 2018  |  |  |  |
| 321 | "Nhiệt huyết! Hội thao của Nobita" "Nekketsu! Nobita no Undōkai" (熱血！のび太の運動会)                                          | 6 tháng 11 năm 2009  | 18 tháng 1 năm 2018  |  |  |  |
| 322 | "Tống cổ người ngoài hành tinh" "Uchū Hito o Oi Kaese!" (宇宙人を追いかえせ！)                                                   | 13 tháng 11 năm 2009 | 19 tháng 1 năm 2018  |  |  |  |
| 323 | "Buổi biểu diễn bất thành của Jaian" "Kyōfu no Jaian Dinā Shō" (恐怖のジャイアンディナーショー)                                  | 20 tháng 11 năm 2009 | 22 tháng 1 năm 2018  |  |  |  |
| 324 | "Nobita đôi lúc cũng có suy nghĩ" "Nobita mo Tamani wa Kangaeru" (のび太もたまには考える)                                        | 20 tháng 11 năm 2009 | 22 tháng 1 năm 2018  |  |  |  |
| 325 | "Danh khuyển Chukenper" "Meiken!? Chūkenpā" (名犬!?チューケンパー)                                                               | 27 tháng 11 năm 2009 | 23 tháng 1 năm 2018  |  |  |  |
| 326 | "Hố đen trong thành phố của Nobita" "Nobita no Machi ni Burakku Hōru" (のび太の町にブラックホール)                               | 4 tháng 12 năm 2009  | 24 tháng 1 năm 2018  |  |  |  |
| 327 | "Ưu điểm của Jaian là gì?" "Jaian no ī Tokoro wa Doko?" (ジャイアンのいい所はどこ？)                                             | 4 tháng 12 năm 2009  | 24 tháng 1 năm 2018  |  |  |  |
| 328 | "Ông già Noel Nobita trong đêm giáng sinh" "Seiya no Nobita Kurōsu" (聖夜ののび太クロース)                                       | 11 tháng 12 năm 2009 | Không phát sóng      |  |  |  |
| -   | "Cô bé bán diêm Dorami" "Matchi Uri no Dorami" (マッチ売りのドラミ)                                                              | 11 tháng 12 năm 2009 | Không phát sóng      |  |  |  |
| 329 | "Đi tìm truyền thuyết Dorayaki" "Dorayaki Densetsu o Oe!" (どら焼き伝説を追え！)                                                 | 31 tháng 12 năm 2009 | Không phát sóng      |  |  |  |
| 330 | "Tớ của tương lai 45 năm sau đã đến đây" "45-Nen Kisaki...〜Mirai no Boku ga Yattekita 〜" (４５年後…～未来のぼくがやって来た～) | 31 tháng 12 năm 2009 | Không phát sóng      |  |  |  |

### Năm 2010
|     | |                      |                     |  |  |  |
| 331 | "Ngày Tết dài quá" "Nagai Nagai Oshōgatsu" (長い長いお正月)                                                                     | 8 tháng 1 năm 2010   | 25 tháng 1 năm 2018 |  |  |  |
| 332 | "Thất kinh! Siêu em bé" "Dai Panikku! Sūpā Akachan" (大パニック！スーパー赤ちゃん)                                              | 15 tháng 1 năm 2010  | 26 tháng 1 năm 2018 |  |  |  |
| 333 | "Nobita trở thành họa sĩ" "Homereba Nobita mo Geiji Yutsu-ka" (ほめればのび太も芸じゅつ家)                                      | 22 tháng 1 năm 2010  | 29 tháng 1 năm 2018 |  |  |  |
| 334 | "Cuộc đời rẽ trái hay rẽ phải?" "Migi ka Hidari ka Jinsei Kōsu" (右か左か人生コース)                                            | 22 tháng 1 năm 2010  | 29 tháng 1 năm 2018 |  |  |  |
| 335 | "Chiếc vòng của gió" "Kazenoko Bando" (風の子バンド)                                                                            | 29 tháng 1 năm 2010  | 30 tháng 1 năm 2018 |  |  |  |
| 336 | "Máy nguyện vọng thực tại" "Yarisugi! Nozomi Jitsugenki" (やりすぎ！のぞみ実現機)                                               | 29 tháng 1 năm 2010  | 30 tháng 1 năm 2018 |  |  |  |
| 337 | "Ngày sinh nhật rỗng túi của Suneo" "Ōsutoraria! Suneo no Binbō Bāsudē" (豪華！スネ夫の貧乏バースデー)                          | 5 tháng 2 năm 2010   | 31 tháng 1 năm 2018 |  |  |  |
| 338 | "Trượt nào! Cả thầy giáo cũng trượt luôn" "Tsururin! Sensei ga Tomaranai" (ツルリン！先生がとまらない)                          | 19 tháng 2 năm 2010  | 1 tháng 2 năm 2018  |  |  |  |
| 339 | "Triệu phú Nobita" "Daifūgō Nobita" (大富豪のび太)                                                                              | 19 tháng 2 năm 2010  | 1 tháng 2 năm 2018  |  |  |  |
| 340 | "Nobita và truyền thuyết nàng tiên cá" "Nobita no Ningyo Densetsu" (のび太の人魚伝説)                                           | 5 tháng 3 năm 2010   | Không phát sóng     |  |  |  |
| 341 | "Cây lăn chuyển nhà" "Petanko Rōrā de o Hikkoshi" (ペタンコローラーでおひっこし)                                                | 12 tháng 3 năm 2010  | 2 tháng 2 năm 2018  |  |  |  |
| 342 | "Đôi tai bạch tuột của Nobita" "Nobita no Mimi ni Tako ga Dekiru Hanashi" (のび太の耳にタコができる話)                          | 12 tháng 3 năm 2010  | 2 tháng 2 năm 2018  |  |  |  |
| 343 | "Kế hoạch thoát khỏi lệnh truy nã" "Chōnai Toppa Daisakusen" (町内突破大作戦)                                                   | 19 tháng 3 năm 2010  | Không phát sóng     |  |  |  |
| -   | "Doraemon: Phiên bản mới • Nobita và lịch sử khai phá vũ trụ"                                                                   | 19 tháng 3 năm 2010  | 6 tháng 9 năm 2013  |  |  |  |
| 344 | "Chuyến du lịch định mệnh của Nobita" "Nobita no Ensoku Sabaibaru" (のび太の遠足サバイバル)                                     | 23 tháng 4 năm 2010  | 5 tháng 2 năm 2018  |  |  |  |
| 345 | "Bùa gây cười" "Noroi no Warai Ningyō" (呪いのワラい人形)                                                                       | 30 tháng 4 năm 2010  | 6 tháng 2 năm 2018  |  |  |  |
| 346 | "Người bạn vừa dài vừa nhỏ" "Hosoku Nagai Tomodachi" (細く長い友だち)                                                           | 30 tháng 4 năm 2010  | 6 tháng 2 năm 2018  |  |  |  |
| 347 | "Hồi xưa mẹ cũng giống như Nobita" "Mukashi no Mama wa Nobita!?" (むかしのママはのび太！？)                                     | 7 tháng 5 năm 2010   | 7 tháng 2 năm 2018  |  |  |  |
| 348 | "Điểm yếu của Jaian" "Jaian ni Nigate o Tsukure" (ジャイアンに苦手を作れ)                                                       | 14 tháng 5 năm 2010  | 8 tháng 2 năm 2018  |  |  |  |
| 349 | "Điểm yếu của Dekisugi" "Dekisugi ni mo Nigate o Tsukure" (出木杉にも苦手を作れ)                                                | 14 tháng 5 năm 2010  | 8 tháng 2 năm 2018  |  |  |  |
| 350 | "Shizuka và cây cổ thụ" "Shizuka-chan to Ojī no Ki" (しずかちゃんとおじいの木)                                                  | 21 tháng 5 năm 2010  | 9 tháng 2 năm 2018  |  |  |  |
| 351 | "Gậy đảo ngược" "Abekonbe" (アベコンベ)                                                                                         | 28 tháng 5 năm 2010  | 12 tháng 2 năm 2018 |  |  |  |
| 352 | "Bản sao của Nobita" "Nobita no Shiranai Nobita" (のび太の知らないのび太)                                                       | 28 tháng 5 năm 2010  | 12 tháng 2 năm 2018 |  |  |  |
| 353 | "Cô bé Lọ Lem đi đâu rồi" "Shinderera wa Doko Itta?" (シンデレラはどこいった？)                                                 | 4 tháng 6 năm 2010   | 13 tháng 2 năm 2018 |  |  |  |
| 354 | "Giấc mơ về ông nội" "Yume Makura no Ojīsan" (夢まくらのおじいさん)                                                             | 11 tháng 6 năm 2010  | 14 tháng 2 năm 2018 |  |  |  |
| 355 | "Jaian có 1000 người" "Jaian ga Issen Hito! ?" (ジャイアが1000人！？)                                                           | 25 tháng 6 năm 2010  | Không phát sóng     |  |  |  |
| 356 | "Tôi là Honekawa Doraemon" "Boku, Honekawa Doraemon" (ぼく、骨川ドラえもん)                                                     | 2 tháng 7 năm 2010   | 15 tháng 2 năm 2018 |  |  |  |
| 357 | "Cuộc đua máy hút bụi" "Doraibu wa Zōjiki ni Notte" (ドライブは掃除機にのって)                                                  | 2 tháng 7 năm 2010   | 15 tháng 2 năm 2018 |  |  |  |
| 358 | "Câu nhầm thủy quái" "Umibōzu ga Tsureta!" (海坊主がつれた！)                                                                   | 9 tháng 7 năm 2010   | 16 tháng 2 năm 2018 |  |  |  |
| 359 | "Ngôi nhà robot" "Ie ga Robotto ni Natta" (家がロボットになった)                                                                | 9 tháng 7 năm 2010   | 16 tháng 2 năm 2018 |  |  |  |
| 360 | "Câu chuyện lột da" "Karada no Kawa o Hagu Hanashi" (からだの皮をはぐ話)                                                        | 16 tháng 7 năm 2010  | 19 tháng 2 năm 2018 |  |  |  |
| 361 | "Tình yêu của Jaiko và Dorami" "Jaiko to Dorami ni Koibito" (ジャイ子とドラミに恋人！？)                                        | 16 tháng 7 năm 2010  | 19 tháng 2 năm 2018 |  |  |  |
| 362 | "Chào mừng đến quán trọ ma quái" "Obake Ryokan e Yōkoso!" (オバケ旅館へようこそ！)                                              | 30 tháng 7 năm 2010  | 18 tháng 2 năm 2019 |  |  |  |
| 363 | "Ngày sinh nhật nguy hiểm của Nobita" "Nobita no Tanjōbi Bōken-ki" (のび太の誕生日冒険記)                                       | 6 tháng 8 năm 2010   | 19 tháng 2 năm 2019 |  |  |  |
| 364 | "Hoán đổi cơ thể" "Minna de Karada o Torikaekko" (みんなで体をとりかえっこ)                                                     | 13 tháng 8 năm 2010  | 20 tháng 2 năm 2019 |  |  |  |
| 365 | "Phấn bơi" "Donburako" (ドンブラ粉)                                                                                             | 13 tháng 8 năm 2010  | 20 tháng 2 năm 2019 |  |  |  |
| 366 | "Kho báu đảo hài cốt" "Dokuro Shima no Hihō" (ドクロ島の秘宝)                                                                   | 20 tháng 8 năm 2010  | 21 tháng 2 năm 2019 |  |  |  |
| 367 | "Biến thân, biến thân, lại biến thân" "Henshin, Henshin, Mata Henshin" (変身、変身、また変身)                                   | 27 tháng 8 năm 2010  | 22 tháng 2 năm 2019 |  |  |  |
| 368 | "Ngôi nhà nhỏ trong tảng băng lớn" "Dai Hyōzan no Chīsana Ie" (大氷山の小さな家)                                                | 27 tháng 8 năm 2010  | 22 tháng 2 năm 2019 |  |  |  |
| 369 | "Quyết chiến! Chó máy VS mèo máy1 tiếng" "Kessen! Neko-gata Robotto VS Inu-gata Robotto" (決戦！ネコ型ロボットvsイヌ型ロボット) | 3 tháng 9 năm 2010   | Không phát sóng     |  |  |  |
| 370 | "Ngồi chữ "Wa" bay lên trời" "Wa no Ji de Sora o Iku" (ワの字で空を行く)                                                        | 10 tháng 9 năm 2010  | 25 tháng 2 năm 2019 |  |  |  |
| 371 | "Biến thân! Áo choàng Dracula" "Henshin! Dorakyura Setto" (変身！ドラキュラセット)                                              | 10 tháng 9 năm 2010  | 25 tháng 2 năm 2019 |  |  |  |
| 372 | "Tivi 3D thực thể" "Honmono Surī Dī Terebi" (ほんもの３Ｄテレビ)                                                                | 17 tháng 9 năm 2010  | 26 tháng 2 năm 2019 |  |  |  |
| 373 | "Hôm nay, tất cả đều biến thành chuột" "Sono Hi, Subete ga Nezumi ni" (その日、すべてがネズミに)                                | 17 tháng 9 năm 2010  | 26 tháng 2 năm 2019 |  |  |  |
| 374 | "Mê cung vương quốc điểm tâm" "Meikyū okashi rando" (迷宮お菓子ランド)                                                          | 15 tháng 10 năm 2010 | 27 tháng 2 năm 2019 |  |  |  |
| 375 | "Vương quốc của chú chó Ichi (Phần đầu)" "Koinu Ichi no Kuni ~Kizuna hen~" (子犬イチの国 〜キズナ編〜)                          | 22 tháng 10 năm 2010 | 28 tháng 2 năm 2019 |  |  |  |
| 376 | "Vương quốc của chú chó Ichi (Phần cuối)" "Koinu Ichi no Kuni ~Kibou-hen~" (子犬イチの国 〜キボウ編〜)                          | 29 tháng 10 năm 2010 | 1 tháng 3 năm 2019  |  |  |  |
| 377 | "Cùng tắm suối nước nóng với Shizuka" "Shizuka-chan to Onsen e Ikō" (しずかちゃんと温泉へ行こう)                                | 12 tháng 11 năm 2010 | 4 tháng 3 năm 2019  |  |  |  |
| 378 | "Mẹ của Doraemon" "Doraemon datte Mama ga Hoshī" (ドラえもんだってママがほしい)                                                 | 12 tháng 11 năm 2010 | 4 tháng 3 năm 2019  |  |  |  |
| 379 | "Vị vua của thế giới chơi dây" "Ayatori Sekai no Ōsama ni" (あやとり世界の王様に)                                               | 19 tháng 11 năm 2010 | 5 tháng 3 năm 2019  |  |  |  |
| 380 | "Món cà ri khủng khiếp của Jaiko" "Kyōfu no Jaiko Karē" (恐怖のジャイ子カレー)                                                  | 3 tháng 12 năm 2010  | 6 tháng 3 năm 2019  |  |  |  |
| 381 | "Hạt dẻ gia hạn" "Agesage Kuri de Atomawashi" (上げ下げくりであとまわし)                                                        | 3 tháng 12 năm 2010  | 6 tháng 3 năm 2019  |  |  |  |
| 382 | "Nobita đại chiến củ cải" "Nobita no Daikon Daisakusen" (のび太のだいこん大決戦)                                                | 10 tháng 12 năm 2010 | 7 tháng 3 năm 2019  |  |  |  |
| 383 | "Tên trộm đêm Giáng sinh" "Seiya no Dorobō Santa Kurōsu" (聖夜のドロボーサンタクロース)                                         | 17 tháng 12 năm 2010 | Không phát sóng     |  |  |  |
| -   | "Dorami và vở kịch: Nàng công chúa trên tòa tháp" "Dorami Gekijō ~Tō no Naka no Ohimesama~" (ドラミ劇場～塔の中のお姫様～)      | 17 tháng 12 năm 2010 | Không phát sóng     |  |  |  |

### Năm 2011
|                                                                 | |                      |                     |  |  |  |
| -                                                               | "Doraemon: Chú khủng long của Nobita 2006"                                                                                  | 3 tháng 1 năm 2011   |                     |  |  |  |
| 384                                                             | "Bay lên nào! Đệm sưởi nhà Nobi" "Soratobu! Nobi-ka no kotatsu" (空飛ぶ！野比家のコタツ)                                    | 14 tháng 1 năm 2011  | Không phát sóng     |  |  |  |
| 385                                                             | "Thú nuôi của Nobita là chú chó bằng giấy?" "Nobita no petto wa kami no inu! ?" (のび太のペットは紙のイヌ！？)              | 21 tháng 1 năm 2011  | 8 tháng 3 năm 2019  |  |  |  |
| 386                                                             | "Nobita có nhà trên ngọn núi tuyết" "Nobita no machi ga yukiyama ni" (のび太の町が雪山に)                                   | 28 tháng 1 năm 2011  | 11 tháng 3 năm 2019 |  |  |  |
| 387                                                             | "Đại tu bổ nhà Jaian" "Jaian no ie o dai kaizō" (ジャイアンの家を大改造)                                                    | 4 tháng 2 năm 2011   | 12 tháng 3 năm 2019 |  |  |  |
| 388                                                             | "Nobita bị thay thế" "Nobita ni naru shīru! ?" (のび太になるシール！？)                                                     | 4 tháng 2 năm 2011   | 12 tháng 3 năm 2019 |  |  |  |
| 389                                                             | "Doraemon sợ bánh rán" "Doraemon-darake" (ドラえもんだらけ)                                                                 | 11 tháng 2 năm 2011  | Không phát sóng     |  |  |  |
| Tập phim có nội dung được làm lại từ tập 16 trong xê-ri anime.  | |                      |                     |  |  |  |
| 390                                                             | "Thế giới trong gương" "kagami no naka no sekai" (鏡の中の世界)                                                             | 11 tháng 2 năm 2011  | Không phát sóng     |  |  |  |
| -                                                               | "Doraemon: Nobita và cuộc đại thủy chiến ở xứ sở người cá"                                                                  | 11 tháng 2 năm 2011  | 7 tháng 6 năm 2013  |  |  |  |
| 391                                                             | "Bỏ nhà đến kỷ Phấn trắng" "Haku aki e iede" (白亜紀へ家出)                                                                 | 18 tháng 2 năm 2011  | 13 tháng 3 năm 2019 |  |  |  |
| 392                                                             | "Tứ giác Doraemon" "Shikakui Doraemon" (四角いドラえもん)                                                                   | 25 tháng 2 năm 2011  | 14 tháng 3 năm 2019 |  |  |  |
| 393                                                             | "Bình chọn vua nhí" "gakitaishō ni ichi-pyō o!" (ガキ大将に一票を！)                                                        | 25 tháng 2 năm 2011  | 14 tháng 3 năm 2019 |  |  |  |
| 394                                                             | "Robot Boro, vĩnh hằng" "Robotto boro yo, eien ni" (ロボット・ボロよ、永遠に)                                               | 4 tháng 3 năm 2011   | Không phát sóng     |  |  |  |
| 395                                                             | "Đêm trước ngày cưới của Nobita" "Nobitanokekkonzen'ya" (のび太の結婚前夜)                                                  | 18 tháng 3 năm 2011  | Không phát sóng     |  |  |  |
| 396                                                             | "Ngày khai giảng hỗn loạn của Nobita" "Nobita no hachamecha nyūgakushiki" (のび太のハチャメチャ入学式)                      | 25 tháng 3 năm 2011  | 15 tháng 3 năm 2019 |  |  |  |
| 397                                                             | "Suối tiều phu" "Kikorinoizumi" (きこりの泉)                                                                                | 8 tháng 4 năm 2011   | Không phát sóng     |  |  |  |
| Tập phim có nội dung được làm lại từ tập 30 trong xê-ri anime.  | |                      |                     |  |  |  |
| 398                                                             | "Bánh quy biến hình" "dōbutsuhenshinbisuketto" (動物変身ビスケット)                                                         | 8 tháng 4 năm 2011   | Không phát sóng     |  |  |  |
| Tập phim có nội dung được làm lại từ tập 25 trong xê-ri anime.  | |                      |                     |  |  |  |
| 399                                                             | "Chào mừng tới khách sạn Nobi" "Yōkoso! Nobi hoteru e" (ようこそ！野比ホテルへ)                                             | 29 tháng 4 năm 2011  | 18 tháng 3 năm 2019 |  |  |  |
| 400                                                             | "Chỉ được nói sự thật" "Hon'ne shika ienai" (ホンネしか言えない)                                                            | 29 tháng 4 năm 2011  | 18 tháng 3 năm 2019 |  |  |  |
| 401                                                             | "Tớ không thích Shizuka như vậy" "Kon'na shizukachan iya!" (こんなしずかちゃんイヤ！)                                       | 6 tháng 5 năm 2011   | 19 tháng 3 năm 2019 |  |  |  |
| 402                                                             | "Máy câu tìm đồ bị mất" "Otoshimono tsuri bori" (落とし物つりぼり)                                                          | 13 tháng 5 năm 2011  | 20 tháng 3 năm 2019 |  |  |  |
| 403                                                             | "Máy biết ơn" "arigatamiwakariki" (ありがたみわかり機)                                                                      | 13 tháng 5 năm 2011  | 20 tháng 3 năm 2019 |  |  |  |
| 404                                                             | "Gulliver phiền toái" "Meiwaku garibā" (めいわくガリバー)                                                                   | 20 tháng 5 năm 2011  | 21 tháng 3 năm 2019 |  |  |  |
| 405                                                             | "Nobita trong tin đồn" "uwasa no Nobita" (ウワサののび太)                                                                   | 20 tháng 5 năm 2011  | 21 tháng 3 năm 2019 |  |  |  |
| 406                                                             | "Cuộc phiêu lưu của chú rái cá Nobita" "Kawauso Nobita no dai bōken" (カワウソのび太の大冒険)                               | 27 tháng 5 năm 2011  | 22 tháng 3 năm 2019 |  |  |  |
| 407                                                             | "Ngôi sao ước nguyện" "Negai hoshi" (ねがい星)                                                                              | 3 tháng 6 năm 2011   | 25 tháng 2 năm 2019 |  |  |  |
| 408                                                             | "Kế hoạch nổi tiếng" "motemotēru dai sakusen" (モテモテール大作戦)                                                          | 3 tháng 6 năm 2011   | 25 tháng 2 năm 2019 |  |  |  |
| 409                                                             | "Phát hiện mới toanh! Jaian thật là tuyệt?" "Shinkyoku happyō! Jaian ni boeboe?" (新曲発表!ジャイアンにボエボエ？)          | 10 tháng 6 năm 2011  | 26 tháng 3 năm 2019 |  |  |  |
| 410                                                             | "Shizuka là nghệ sĩ hài?" "Shizukachan ga oppekepē?" (しずかちゃんがオッペケペー？)                                         | 17 tháng 6 năm 2011  | 27 tháng 3 năm 2019 |  |  |  |
| 411                                                             | "Nobita, cản tớ lại" "Boku o tomeru Nobita" (ぼくを止めるのび太)                                                            | 17 tháng 6 năm 2011  | 27 tháng 3 năm 2019 |  |  |  |
| 412                                                             | "Hồi ức về bà" "O bāchan no omoide" (おばあちゃんのおもいで)                                                                | 24 tháng 6 năm 2011  | 28 tháng 3 năm 2019 |  |  |  |
| Tập phim có nội dung được làm lại từ tập 107 trong xê-ri anime. | |                      |                     |  |  |  |
| 413                                                             | "Thất tịch sao rơi đầy trời" "Tanabata no sora ga ochite kita" (七夕の空が落ちてきた)                                       | 1 tháng 7 năm 2011   | 29 tháng 3 năm 2019 |  |  |  |
| 414                                                             | "Miếng cá ngừ khổng lồ của nhà Nobi" "Nobi-ka no kyodai maguro" (野比家の巨大マグロ)                                        | 8 tháng 7 năm 2011   | 1 tháng 4 năm 2019  |  |  |  |
| 415                                                             | "Túi thần dự phòng" "yojigenpoketto ni supea ga atta noda" (四次元ポケットにスペアがあったのだ)                             | 8 tháng 7 năm 2011   | 1 tháng 4 năm 2019  |  |  |  |
| 416                                                             | "Cưỡi mây đi học" "Kumo ni notte gakkō e" (雲にのって学校へ)                                                                | 15 tháng 7 năm 2011  | 2 tháng 4 năm 2019  |  |  |  |
| 417                                                             | "Tàu điện ban đêm là nhà tớ" "yakō ressha wa boku no ie" (夜行列車はぼくの家)                                               | 15 tháng 7 năm 2011  | 2 tháng 4 năm 2019  |  |  |  |
| 418                                                             | "Chiếc nhẫn siêu nhiên" "Urutoraringu" (ウルトラリング)                                                                     | 22 tháng 7 năm 2011  | 3 tháng 4 năm 2019  |  |  |  |
| 419                                                             | "Giải quyết! Rắc rối của Dekisugi" "kaiketsu! Shutsu kisugi jiken" (解決！出木杉事件)                                       | 22 tháng 7 năm 2011  | 3 tháng 4 năm 2019  |  |  |  |
| 420                                                             | "Nobita hóa hồn ma" "Nobita yūrei ni naru" (のび太ユーレイになる)                                                           | 5 tháng 8 năm 2011   | 4 tháng 4 năm 2019  |  |  |  |
| 421                                                             | "Con cá chuối khổng lồ" "mizutamari no piraruku" (水たまりのピラルク)                                                       | 5 tháng 8 năm 2011   | 4 tháng 4 năm 2019  |  |  |  |
| 422                                                             | "Pin siêu năng lượng Jaian" "Jaian denchi wa bugendai" (ジャイアン電池は無限大)                                             | 12 tháng 8 năm 2011  | 5 tháng 4 năm 2019  |  |  |  |
| 423                                                             | "Câu chuyện hòn đá trung thành" "kawaī ishikoro no hanashi" (かわいい石ころの話)                                            | 12 tháng 8 năm 2011  | 5 tháng 4 năm 2019  |  |  |  |
| Tập phim có nội dung được làm lại từ tập 143 trong xê-ri anime. | |                      |                     |  |  |  |
| 424                                                             | "Jaian lên TV" "Jaian terebinideru!" (ジャイアンテレビにでる！)                                                             | 19 tháng 8 năm 2011  | 8 tháng 4 năm 2019  |  |  |  |
| 425                                                             | "Huy hiệu gây lạnh cho mùa hè" "Atsui natsu ni hao hanashi bajji" (暑い夏にはおはなしバッジ)                                | 19 tháng 8 năm 2011  | 8 tháng 4 năm 2019  |  |  |  |
| 426                                                             | "Nói dối thành thật" "Sonousohonto" (ソノウソホント)                                                                        | 26 tháng 8 năm 2011  | 9 tháng 4 năm 2019  |  |  |  |
| 427                                                             | "Cần gì tôi tặng đó" "boku no subete o agetai" (ぼくのすべてをアゲタイ)                                                     | 26 tháng 8 năm 2011  | 9 tháng 4 năm 2019  |  |  |  |
| 428                                                             | "Doraemon trong một ngày yêu" "Doraemon tatta tsuitachi no koi" (ドラえもんたった一日の恋)                                  | 2 tháng 9 năm 2011   | 10 tháng 4 năm 2019 |  |  |  |
| 429                                                             | "Tiến lên Doraemon! Cuộc đua xuyên dải Ngân Hà1 tiếng" "Hashire Doraemon! Ginga guranpuri" (走れドラえもん！銀河グランプリ) | 9 tháng 9 năm 2011   | Không phát sóng     |  |  |  |
| 430                                                             | "Chờ đến lúc tôi có được lợi thế" "Anata no yoi tokoro moraimasu" (あなたの良い所もらいます)                                | 7 tháng 10 năm 2011  | 11 tháng 4 năm 2019 |  |  |  |
| 431                                                             | "Không được phản bội vua Nobita" "Nobita-ō ni wa sakaraenai" (のび太王にはさからえない)                                     | 7 tháng 10 năm 2011  | 11 tháng 4 năm 2019 |  |  |  |
| 432                                                             | "Chạy nào! Ngựa tre" "Hashire! Umatake" (走れ！ウマタケ)                                                                    | 21 tháng 10 năm 2011 | 12 tháng 4 năm 2019 |  |  |  |
| 433                                                             | "Ánh trăng và tiếng côn trùng" "tsuki no hikari to mushi no koe" (月の光と虫の声)                                           | 21 tháng 10 năm 2011 | 12 tháng 4 năm 2019 |  |  |  |
| 434                                                             | "Đèn thần không có thần đèn" "Ma jin no inai mahōnoranpu" (まじんのいない魔法のランプ)                                      | 28 tháng 10 năm 2011 | 15 tháng 4 năm 2019 |  |  |  |
| 435                                                             | "Nobita tu hành làm Ninja" "Nobita no ninja shugyō" (のび太の忍者修行)                                                      | 28 tháng 10 năm 2011 | 15 tháng 4 năm 2019 |  |  |  |
| 436                                                             | "Vỏ sò vạn năng" "Sōnarukaisetto" (そうなる貝セット)                                                                        | 4 tháng 11 năm 2011  | 16 tháng 4 năm 2019 |  |  |  |
| 437                                                             | "Tuyệt nhất! Phục vụ kém nhất!" "saikō! Saiakuna omotenashi" (最高！最悪なおもてなし)                                       | 4 tháng 11 năm 2011  | 16 tháng 4 năm 2019 |  |  |  |
| 438                                                             | "Bồn tắm di động 1010" "Sūpā idō furo 1010" (スーパー移動風呂1010)                                                          | 11 tháng 11 năm 2011 | 17 tháng 4 năm 2019 |  |  |  |
| 439                                                             | "Nobita làm chủ tịch" "Nobita shachō ni naru" (のび太社長になる)                                                            | 11 tháng 11 năm 2011 | 17 tháng 4 năm 2019 |  |  |  |
| 440                                                             | "Máy biến thành máy móc" "Kikaikaki" (機械化機)                                                                             | 18 tháng 11 năm 2011 | 18 tháng 4 năm 2019 |  |  |  |
| 441                                                             | "Sương chỉ thuộc về mình" "anata dake no mono gasu" (あなただけのものガス)                                                  | 18 tháng 11 năm 2011 | 18 tháng 4 năm 2019 |  |  |  |
| 442                                                             | "Tớ là Nobiko" "Boku nobi-ko-chan" (ボクのび子ちゃん)                                                                       | 25 tháng 11 năm 2011 | 19 tháng 4 năm 2019 |  |  |  |
| 443                                                             | "Máy chế tạo" "meka mēkā" (メカ・メーカー)                                                                                  | 25 tháng 11 năm 2011 | 19 tháng 4 năm 2019 |  |  |  |
| 444                                                             | "Thiếu gia Mambo" "O botcha manbo" (おぼっちゃマンボ)                                                                       | 2 tháng 12 năm 2011  | 22 tháng 4 năm 2019 |  |  |  |
| 445                                                             | "Gương nịnh hót" "uso-tsuki kagami" (うそつきかがみ)                                                                        | 2 tháng 12 năm 2011  | 22 tháng 4 năm 2019 |  |  |  |
| 446                                                             | "Suneo khổng lồ" "Kyodai suneotto ara waru!" (巨大スネ夫あらわる！)                                                         | 9 tháng 12 năm 2011  | 23 tháng 4 năm 2019 |  |  |  |
| 447                                                             | "Cuộc thi vua ngủ" "Hiru ne Ō senshuken" (ひるね王選手権)                                                                   | 9 tháng 12 năm 2011  | 23 tháng 4 năm 2019 |  |  |  |
| 448                                                             | "Đại pháo như ý" "Dokodemotaihō" (どこでも大ほう)                                                                           | 16 tháng 12 năm 2011 | 24 tháng 4 năm 2019 |  |  |  |
| 449                                                             | "Buổi liên hoan tất niên" "jūryokupenki" (重力ペンキ)                                                                       | 16 tháng 12 năm 2011 | 24 tháng 4 năm 2019 |  |  |  |

### Năm 2012
|                                                                 | |                      |                      |  |  |
| 450                                                             | "Vị khách không mời mà tới" "Iyana okyaku o kaeshi chae" (いやなお客を帰しちゃえ)                              | 6 tháng 1 năm 2012   | 25 tháng 4 năm 2019  |  |  |
| 451                                                             | "Bánh mì ghi nhớ cho bài kiểm tra" "tesutoniankipan" (テストにアンキパン)                                      | 6 tháng 1 năm 2012   | 25 tháng 4 năm 2019  |  |  |
| Tập phim có nội dung được làm lại từ tập 34 trong xê-ri anime.  | |                      |                      |  |  |
| 452                                                             | "Đố vui về cách vận động của địa cầu" "Kuizu wa chikyū o meguru" (クイズは地球をめぐる)                        | 13 tháng 1 năm 2012  | 26 tháng 4 năm 2019  |  |  |
| 453                                                             | "Trồng ớt xanh trên gác xếp" "yaneura no pīman hata" (屋根裏のピーマン畑)                                      | 13 tháng 1 năm 2012  | 26 tháng 4 năm 2019  |  |  |
| 454                                                             | "Miếng dán nhiệt độ tùy tâm trạng" "Goki gen pokapokashīru" (ごきげんポカポカシール)                           | 20 tháng 1 năm 2012  | 29 tháng 4 năm 2019  |  |  |
| 455                                                             | "Cuộc chiến giữa các bà mẹ" "mamamamabatoru zama su" (ママママバトルざます)                                    | 20 tháng 1 năm 2012  | 29 tháng 4 năm 2019  |  |  |
| 456                                                             | "Máy dung hợp" "Urutoramikisā" (ウルトラミキサー)                                                              | 27 tháng 1 năm 2012  | 30 tháng 4 năm 2019  |  |  |
| 457                                                             | "Tiến lên! Những dũng sĩ trừ hắt hơi" "totsugeki! Hakushonbasutāzu" (突撃！ハクションバスターズ)               | 27 tháng 1 năm 2012  | 30 tháng 4 năm 2019  |  |  |
| 458                                                             | "Đậu thần đuổi quỷ" "Onihasoto bīnzu" (鬼は外ビーンズ)                                                         | 3 tháng 2 năm 2012   | 10 tháng 2 năm 2020  |  |  |
| 459                                                             | "Tạm biệt Shizuka" "shizukachan sayōnara" (しずかちゃんさようなら)                                             | 3 tháng 2 năm 2012   | 10 tháng 2 năm 2020  |  |  |
| Tập phim có nội dung được làm lại từ tập 26 trong xê-ri anime.  | |                      |                      |  |  |
| 460                                                             | "Jaian làm đầu bếp" "Jaianshichū" (ジャイアンシチュー)                                                         | 10 tháng 2 năm 2012  | 11 tháng 2 năm 2020  |  |  |
| 461                                                             | "Khai trương trung tâm huấn luyện động vật" "kaiten! Dōbutsu-kun ren-ya" (開店！動物くんれん屋)                | 10 tháng 2 năm 2012  | 11 tháng 2 năm 2020  |  |  |
| 462                                                             | "Cuộc chiến tuyết ấm" "Atta ka 〜 i yukigassen" (あったか〜い雪合戦)                                           | 17 tháng 2 năm 2012  | 12 tháng 2 năm 2020  |  |  |
| 463                                                             | "Suneo làm việc ở cửa hàng nhà Goda" "suneotto ga gōden shōten de arubaito" (スネ夫が剛田商店でアルバイト)     | 17 tháng 2 năm 2012  | 12 tháng 2 năm 2020  |  |  |
| 464                                                             | "Ra mắt đài truyền hình" "Terebikyoku o hajimeta yo" (テレビ局をはじめたよ)                                    | 24 tháng 2 năm 2012  | 13 tháng 2 năm 2020  |  |  |
| 465                                                             | "Đóng băng cậu ấy đi!" "aitsu o katame chae" (あいつを固めちゃえ)                                              | 24 tháng 2 năm 2012  | 13 tháng 2 năm 2020  |  |  |
| 466                                                             | "Nobita và nữ vương đeo mặt nạ1 tiếng" "Nobita ga deatta kamen no joō" (のび太が出会った仮面の女王)            | 2 tháng 3 năm 2012   | Không phát sóng      |  |  |
| 467                                                             | "Ăng - ten phục vụ hết mình" "Anata ni tsukushinbō" (あなたにつくしん坊)                                       | 9 tháng 3 năm 2012   | 14 tháng 2 năm 2020  |  |  |
| 468                                                             | "Kẹo trễ nải" "osodaame" (おそだアメ)                                                                          | 9 tháng 3 năm 2012   | 14 tháng 2 năm 2020  |  |  |
| -                                                               | "Phim Doraemon: Phiên bản mới • Nobita và binh đoàn người sắt - Đôi cánh Thiên thần"                           | 16 tháng 3 năm 2012  | 14 tháng 6 năm 2013  |  |  |
| 469                                                             | "Hãy cười lên nào" "Wara tte kurasou" (わらってくらそう)                                                       | 23 tháng 3 năm 2012  | 17 tháng 2 năm 2020  |  |  |
| 470                                                             | "Con trai Nobita bỏ trốn" "Nobita no musuko ga iede shita" (のび太の息子が家出した)                            | 23 tháng 3 năm 2012  | 17 tháng 2 năm 2020  |  |  |
| 471                                                             | "Cùng tắm suối nước nóng thôi" "Oishī onsen ni nyūrō!" (おいしい温泉に入ろう！)                                | 30 tháng 3 năm 2012  | 18 tháng 2 năm 2020  |  |  |
| 472                                                             | "Truy tìm hộp kho báu" "Takara sagashigokkosetto" (宝さがしごっこセット)                                       | 30 tháng 3 năm 2012  | 18 tháng 2 năm 2020  |  |  |
| 473                                                             | "Quả cầu thời gian 100 năm của Doraemon" "Doraemon no 100-nen taimukapuseru" (ドラえもんの100年タイムカプセル) | 27 tháng 4 năm 2012  | 19 tháng 2 năm 2020  |  |  |
| 474                                                             | "Mọi người rời xa tuần lễ vàng" "Hito yo ke gōruden'u~īku" (人よけゴールデンウィーク)                          | 4 tháng 5 năm 2012   | 20 tháng 2 năm 2020  |  |  |
| 475                                                             | "Khách sạn rễ cây" "apāto no ki" (アパートの木)                                                                | 4 tháng 5 năm 2012   | 20 tháng 2 năm 2020  |  |  |
| 476                                                             | "Người ngoài hành tinh dởm" "Nise uchūbito" (ニセ宇宙人)                                                       | 11 tháng 5 năm 2012  | 21 tháng 2 năm 2020  |  |  |
| 477                                                             | "Chiếc lá hồ ly" "doronpa" (ドロン葉)                                                                          | 11 tháng 5 năm 2012  | 21 tháng 2 năm 2020  |  |  |
| Tập phim có nội dung được làm lại từ tập 130 trong xê-ri anime. | |                      |                      |  |  |
| 478                                                             | "Cùng ngắm Nhật thực nào" "Nisshoku o miyou" (日食を見よう)                                                    | 18 tháng 5 năm 2012  | 24 tháng 2 năm 2020  |  |  |
| 479                                                             | "Họa sĩ Jaiko" "manga-ka jai-ko sensei" (まんが家ジャイ子先生)                                                 | 18 tháng 5 năm 2012  | 24 tháng 2 năm 2020  |  |  |
| 480                                                             | "Đường đó đường này đường nào cũng vui" "Anomichikonomichi rakuna michi" (あの道この道楽な道)                  | 25 tháng 5 năm 2012  | 25 tháng 2 năm 2020  |  |  |
| 481                                                             | "Shizuka nằm trong chiếc túi" "poketto no naka no shizukachan" (ポケットの中のしずかちゃん)                    | 25 tháng 5 năm 2012  | 25 tháng 2 năm 2020  |  |  |
| 482                                                             | "Quyển truyện của Jaiko" "Jai-ko no manga ni o jama shima" (ジャイ子の漫画にお邪魔しま)                        | 1 tháng 6 năm 2012   | 26 tháng 2 năm 2020  |  |  |
| 483                                                             | "Hộp thời tiết" "otenkibokkusu" (お天気ボックス)                                                               | 1 tháng 6 năm 2012   | 26 tháng 2 năm 2020  |  |  |
| 484                                                             | "Ăn kẹo đường làm ca sĩ" "Kyandī namete kashu ni narou" (キャンディーなめて歌手になろう)                       | 15 tháng 6 năm 2012  | 27 tháng 2 năm 2020  |  |  |
| Tập phim có nội dung được làm lại từ tập 106 trong xê-ri anime. | |                      |                      |  |  |
| 485                                                             | "Đèn phục hồi" "modoriraito" (もどりライト)                                                                    | 15 tháng 6 năm 2012  | 27 tháng 2 năm 2020  |  |  |
| 486                                                             | "Trò chơi có thưởng" "Chansumēkā" (チャンスメーカー)                                                           | 22 tháng 6 năm 2012  | 28 tháng 2 năm 2020  |  |  |
| 487                                                             | "Con đường hạnh phúc" "shiawase wa aruiteikō!" (しあわせは歩いていこう！)                                      | 22 tháng 6 năm 2012  | 28 tháng 2 năm 2020  |  |  |
| 488                                                             | "Kẹo khuôn đúc" "Sokkuri-yō kan" (そっクリようかん)                                                            | 29 tháng 6 năm 2012  | 2 tháng 3 năm 2020   |  |  |
| 489                                                             | "Máy gửi đồ" "wasuremonookuritodokeki" (忘れ物おくりとどけ機)                                                  | 29 tháng 6 năm 2012  | 2 tháng 3 năm 2020   |  |  |
| 490                                                             | "Tiến lên! Siêu nhân côn trùng" "Sanjō! Mushimushihīrō! !" (参上！ムシムシヒーロー！！)                        | 6 tháng 7 năm 2012   | 3 tháng 3 năm 2020   |  |  |
| 491                                                             | "Chiếc mũ một tấc" "Issu n bōshi" (いっすんぼうし)                                                             | 6 tháng 7 năm 2012   | 3 tháng 3 năm 2020   |  |  |
| 492                                                             | "Phòng của Nobita cấm không được vào" "Nobita no heya wa shin'nyū kinshi" (のび太の部屋は進入禁止)             | 13 tháng 7 năm 2012  | 4 tháng 3 năm 2020   |  |  |
| 493                                                             | "Yên tâm! Bảo hiểm Jaian" "anshin! Jaian hoken" (あんしん！ジャイアン保険)                                     | 13 tháng 7 năm 2012  | 4 tháng 3 năm 2020   |  |  |
| 494                                                             | "Quyết đấu! Jaian với đội quân yêu quái" "Kessen! Jaian vs obake gundan" (決戦！ジャイアンvsオバケ軍団)        | 27 tháng 7 năm 2012  | 5 tháng 3 năm 2020   |  |  |
| 495                                                             | "Đá kỉ lục thế giới" "sekai-ki rokku" (世界記ロック)                                                           | 27 tháng 7 năm 2012  | 5 tháng 3 năm 2020   |  |  |
| 496                                                             | "Xuất phát! Tàu ngầm số hiệu Nobita" "Shutsugeki! Sensuikan Nobita-gō" (出撃！潜水艦のび太号)                  | 10 tháng 8 năm 2012  | 6 tháng 3 năm 2020   |  |  |
| 497                                                             | "Vui vẻ đi tìm việc" "tanoshī oshigoto sagashi" (楽しいお仕事さがし)                                           | 10 tháng 8 năm 2012  | 6 tháng 3 năm 2020   |  |  |
| 498                                                             | "Cuộc sống thú vị của ma" "Yūrei kurashi wa yame rarenai" (ユーレイ暮らしはやめられない)                       | 17 tháng 8 năm 2012  | 9 tháng 3 năm 2020   |  |  |
| 499                                                             | "Nhận thư hồi âm trước khi gửi" "dasanai tegami no henji o morau hōhō" (出さない手紙の返事をもらう方法)        | 17 tháng 8 năm 2012  | 9 tháng 3 năm 2020   |  |  |
| 500                                                             | "Đi nào! Soumen nước chảy" "Hashire! Nagashisōmen" (走れ！流しそうめん)                                        | 24 tháng 8 năm 2012  | 10 tháng 3 năm 2020  |  |  |
| 501                                                             | "Siêu năng lực đến chậm 10 phút" "10-bu okure no esupā" (10分おくれのエスパー)                                 | 24 tháng 8 năm 2012  | 10 tháng 3 năm 2020  |  |  |
| 502                                                             | "Câu chuyện bom nổ" "Jiken bakudan" (ジケン爆弾)                                                               | 31 tháng 8 năm 2012  | 11 tháng 3 năm 2020  |  |  |
| 503                                                             | "Sách game đại mạo hiểm" "dai bōken gēmubukku" (大冒険ゲームブック)                                            | 31 tháng 8 năm 2012  | 11 tháng 3 năm 2020  |  |  |
| 504                                                             | "Cuộc vượt ngục tại nhà tù Arigato1 tiếng" "Arigatodesu kara no dai dassō" (アリガトデスからの大脱走)          | 7 tháng 9 năm 2012   | Không phát sóng      |  |  |
| 505                                                             | "Cá bay trên không" "Sora to busa ka na" (空とぶさかな)                                                        | 14 tháng 9 năm 2012  | 12 tháng 3 năm 2020  |  |  |
| 506                                                             | "Cây thiên vị" "hī ki de hīki" (ひい木でひいき)                                                                | 14 tháng 9 năm 2012  | 12 tháng 3 năm 2020  |  |  |
| 507                                                             | "Kem người sói" "O okami otoko kurīmu" (おおかみ男クリーム)                                                    | 19 tháng 10 năm 2012 | 13 tháng 3 năm 2020  |  |  |
| Tập phim có nội dung được làm lại từ tập 53 trong xê-ri anime.  | |                      |                      |  |  |
| 508                                                             | "Máy hẹn giờ cho người" "ningen-yō taimusuitchi" (人間用タイムスイッチ)                                        | 19 tháng 10 năm 2012 | 13 tháng 3 năm 2020  |  |  |
| 509                                                             | "Nobita nhờ dưa chuột mà đoạt được giải nhất" "Nobita ga kyūri de ichitōshō?" (のび太がキュウリで一等賞？)     | 26 tháng 10 năm 2012 | 16 tháng 3 năm 2020  |  |  |
| 510                                                             | "Phun sương tiếp diễn" "Tsudzuki supurē" (つづきスプレー)                                                      | 26 tháng 10 năm 2012 | 16 tháng 3 năm 2020  |  |  |
| 511                                                             | "Kì tích song ca! Jaian và Suneo" "Kiseki no de~yuetto! Jai& sune" (奇跡のデュエット！ジャイ & スネ)           | 2 tháng 11 năm 2012  | 17 tháng 3 năm 2020  |  |  |
| 512                                                             | "Thẻ bài hạnh phúc đầy đáng sợ" "shiawase toranpu no kyōfu" (しあわせトランプの恐怖)                           | 2 tháng 11 năm 2012  | 17 tháng 3 năm 2020  |  |  |
| 513                                                             | "Bảng diễn kịch xuất thần" "Netsuen kachinko! !" (熱演カチンコ！！)                                            | 9 tháng 11 năm 2012  | 18 tháng 3 năm 2020  |  |  |
| 514                                                             | "Trang phục con lười" "Namakemonosūtsu" (ナマケモノスーツ)                                                     | 9 tháng 11 năm 2012  | 18 tháng 3 năm 2020  |  |  |
| 515                                                             | "Kẹo giáo dục" "Shitsuke kyandī" (しつけキャンディー)                                                          | 16 tháng 11 năm 2012 | 19 tháng 3 năm 2020  |  |  |
| 516                                                             | "Kèn xua đuổi" "hameruncharumera" (ハメルンチャルメラ)                                                         | 16 tháng 11 năm 2012 | 19 tháng 3 năm 2020  |  |  |
| 517                                                             | "Papa, Nobita và con sông có sake bơi lội " "Papa to Nobita to sake no oyogu kawa" (パパとのび太と酒の泳ぐ川)  | 23 tháng 11 năm 2012 | 20 tháng 3 năm 2020  |  |  |
| 518                                                             | "Tên lửa trừng trị đến đây" "shi kaeshi misairu ga tonde kita" (しかえしミサイルが飛んできた)                  | 23 tháng 11 năm 2012 | 20 tháng 3 năm 2020  |  |  |
| 519                                                             | "Giày nhảy tự động" "Odora nya sonsonshūzu" (踊らにゃソンソンシューズ)                                         | 30 tháng 11 năm 2012 | 23 tháng 3 năm 2020  |  |  |
| 520                                                             | "Nàng chồn thích Doraemon" "Doraemon ni koi shita tanuki" (ドラえもんに恋したタヌキ)                           | 30 tháng 11 năm 2012 | 23 tháng 3 năm 2020  |  |  |
| 521                                                             | "Pizza đáng sợ của Jaian" "Kyōfu no jaianpiza" (恐怖のジャイアンピザ)                                          | 7 tháng 12 năm 2012  | 24 tháng 3 năm 2020  |  |  |
| 522                                                             | "Thành lập! Nobitles" "kessei! Nobi ̄ toruzu" (結成！のびーとるず)                                              | 7 tháng 12 năm 2012  | 24 tháng 3 năm 2020  |  |  |
| 523                                                             | "Tấm vé trúng 300 triệu Yên" "Takarakuji 3 oku-en ōatari!" (宝くじ３億円大当たり！)                            | 31 tháng 12 năm 2012 | Không phát sóng      |  |  |
| 524                                                             | "Thẻ tích điểm xui xẻo" "Anrakkīpointokādo" (アンラッキーポイントカード)                                       | 31 tháng 12 năm 2012 | Không phát sóng      |  |  |
| 525                                                             | "Dorami và huy chương cổ tích" "dorami to o hanashi bajji" (ドラミとおはなしバッジ)                            | 31 tháng 12 năm 2012 | Không phát sóng      |  |  |
| 526                                                             | "Tìm thấy Tsuchinoko rồi!" "tsuchinoko mitsuketa!" (ツチノコ見つけた！)                                        | 31 tháng 12 năm 2012 | Không phát sóng      |  |  |
| -                                                               | "Doraemon: Nobita và hòn đảo diệu kì - Cuộc phiêu lưu của loài thú"                                            | 31 tháng 12 năm 2012 | 24 tháng 12 năm 2017 |  |  |

### Năm 2013
|                                                                | |                      |                     |  |  |
| 527                                                            | "Heo đất con người" "Ningen chokin-bako" (人間貯金箱)                                                                                           | 11 tháng 1 năm 2013  | 25 tháng 3 năm 2020 |  |  |
| 528                                                            | "Tới đây! Danh thám Nobita" "Tanjō! Mei tantei Nobita" (誕生！名探偵のび太)                                                                     | 11 tháng 1 năm 2013  | 25 tháng 3 năm 2020 |  |  |
| 529                                                            | "Tớ muốn ăn cua!" "Kani tabetai!" (カニ食べたい！)                                                                                              | 18 tháng 1 năm 2013  | 26 tháng 3 năm 2020 |  |  |
| 530                                                            | "Mua sắm xuyên thời đại" "Jidai o koete o kaimono" (時代を超えてお買い物)                                                                       | 18 tháng 1 năm 2013  | 26 tháng 3 năm 2020 |  |  |
| 531                                                            | "Cơm cuộn may mắn" "Urutora ehō-maki" (ウルトラ恵方巻き)                                                                                        | 25 tháng 1 năm 2013  | 27 tháng 3 năm 2020 |  |  |
| 532                                                            | "Tuyết nóng quá" "yuki de atchitchi" (雪でアッチッチ)                                                                                           | 25 tháng 1 năm 2013  | 27 tháng 3 năm 2020 |  |  |
| 533                                                            | "Suneo dính sét ái tình" "Suneotto ga hitomebore" (スネ夫がひとめぼれ)                                                                          | 1 tháng 2 năm 2013   | 30 tháng 3 năm 2020 |  |  |
| 534                                                            | "Bồn tắm vũ trụ của Shizuka" "shizuka no uchū ro ten furo" (しずかの宇宙ろてん風呂)                                                             | 1 tháng 2 năm 2013   | 30 tháng 3 năm 2020 |  |  |
| 535                                                            | "Kaitou Nobita tới rồi đây" "Kaitō Nobita sanjō!" (怪盗のび太参上！)                                                                            | 15 tháng 2 năm 2013  | 31 tháng 3 năm 2020 |  |  |
| 536                                                            | "Lên trời bằng mũ chim" "Bādokyappu de ōzora e" (バードキャップで大空へ)                                                                        | 15 tháng 2 năm 2013  | 31 tháng 3 năm 2020 |  |  |
| 537                                                            | "Ba mẹ đại chiến" "Papa mama o uchi de dai batoru" (パパママおうちで大バトル)                                                                   | 22 tháng 2 năm 2013  | 1 tháng 4 năm 2020  |  |  |
| 538                                                            | "Đã bói là chuẩn? Bộ xem chỉ tay" "kanarazu ataru? Tesō setto" (かならず当たる？手相セット)                                                     | 22 tháng 2 năm 2013  | 1 tháng 4 năm 2020  |  |  |
| 539                                                            | "Mạnh nhất! Tên khủng bố Z" "Saikyō! Korobashi ya Z" (最強！ころばし屋Ｚ)                                                                       | 1 tháng 3 năm 2013   | Không phát sóng     |  |  |
| -                                                              | "Phim Doraemon: Phiên bản mới • Nobita và chuyến phiêu lưu vào xứ quỷ - 7 nhà phép thuật"                                                       | 15 tháng 3 năm 2013  | 20 tháng 9 năm 2013 |  |  |
| 540                                                            | "Tiêu cay bùng nổ" "Baku hatsu koshō" (ばくはつコショウ)                                                                                        | 12 tháng 4 năm 2013  | 2 tháng 4 năm 2020  |  |  |
| 541                                                            | "Phải ngắm hoa bằng mọi giá" "naniganandemo o hanami o" (何が何でもお花見を)                                                                    | 12 tháng 4 năm 2013  | 2 tháng 4 năm 2020  |  |  |
| 542                                                            | "Du lịch Hawaii cùng hạt dẻ" "Yari kuri shite Hawai ryokō" (やりクリしてハワイ旅行)                                                             | 26 tháng 4 năm 2013  | 3 tháng 4 năm 2020  |  |  |
| 543                                                            | "Đôi cánh của Shizuka" "shizukachan no wa-goro mo" (しずかちゃんのはごろも)                                                                     | 26 tháng 4 năm 2013  | 3 tháng 4 năm 2020  |  |  |
| 544                                                            | "Ngủ trưa trên thiên quốc" "Hiru ne wa tengoku de" (ひるねは天国で)                                                                             | 3 tháng 5 năm 2013   | 6 tháng 4 năm 2020  |  |  |
| 545                                                            | "Công tắc độc tài" "dokusaisuitchi" (どくさいスイッチ)                                                                                          | 3 tháng 5 năm 2013   | 6 tháng 4 năm 2020  |  |  |
| Tập phim có nội dung được làm lại từ tập 6 trong xê-ri anime.  | |                      |                     |  |  |
| 546                                                            | "Nhân bản mẹ của Nobita" "Insutanto mama" (インスタントママ)                                                                                    | 10 tháng 5 năm 2013  | 7 tháng 4 năm 2020  |  |  |
| 547                                                            | "Mục tiêu là Jaian" "nerawareta jaian" (狙われたジャイアン)                                                                                     | 10 tháng 5 năm 2013  | 7 tháng 4 năm 2020  |  |  |
| 548                                                            | "Chạy mau! Nhà Honekawa thật đáng sợ" "Dasshutsu! Kyōfu no hone kawa hausu" (脱出！恐怖の骨川ハウス)                                            | 17 tháng 5 năm 2013  | 8 tháng 4 năm 2020  |  |  |
| 549                                                            | "Mũ giác ngộ" "satoriherumetto" (さとりヘルメット)                                                                                              | 17 tháng 5 năm 2013  | 8 tháng 4 năm 2020  |  |  |
| 550                                                            | "Ngôi nhà trực thăng" "Iekoputā" (イエコプター)                                                                                                 | 24 tháng 5 năm 2013  | 9 tháng 4 năm 2020  |  |  |
| 551                                                            | "Sinh nhật tồi tệ của Shizuka" "shizukachan no saiakuna tanjōbi" (しずかちゃんの最悪な誕生日)                                                   | 24 tháng 5 năm 2013  | 9 tháng 4 năm 2020  |  |  |
| 552                                                            | "Chiếc gậy hoà trộn" "Shu ni majiware bō" (朱にまじわれ棒)                                                                                      | 31 tháng 5 năm 2013  | 10 tháng 4 năm 2020 |  |  |
| 553                                                            | "Jaian biến thành gấu trúc" "jaian ga panda" (ジャイアンがパンダ)                                                                               | 31 tháng 5 năm 2013  | 10 tháng 4 năm 2020 |  |  |
| 554                                                            | "Chiếc khăn tặng quà" "Omiyagefuroshiki" (おみやげフロシキ)                                                                                     | 7 tháng 6 năm 2013   | 13 tháng 4 năm 2020 |  |  |
| 555                                                            | "Võ sĩ đai đen Nobita" "saikyō! Kuro obi Nobita" (最強！黒おびのび太)                                                                           | 7 tháng 6 năm 2013   | 13 tháng 4 năm 2020 |  |  |
| 556                                                            | "Jaian giải nghệ" "Jaian no intai konsāto" (ジャイアンの引退コンサート)                                                                         | 14 tháng 6 năm 2013  | 14 tháng 4 năm 2020 |  |  |
| 557                                                            | "Ghế đạo diễn giấc mơ" "yumekantokuisu" (ユメかんとくいす)                                                                                      | 14 tháng 6 năm 2013  | 14 tháng 4 năm 2020 |  |  |
| 558                                                            | "Chiếc gương đảo ngược thế giới" "Abekobe sekai mirā" (あべこべ世界ミラー)                                                                      | 21 tháng 6 năm 2013  | 15 tháng 4 năm 2020 |  |  |
| 559                                                            | "Đường hầm bí mật của Nobita" "Nobita no himitsu ton" (のび太の秘密トン)                                                                        | 21 tháng 6 năm 2013  | 15 tháng 4 năm 2020 |  |  |
| 560                                                            | "Tấm bản đồ chuyển nhà" "Hikkoshichizu de o hikkoshi" (ひっこし地図でおひっこし)                                                                | 5 tháng 7 năm 2013   | 16 tháng 4 năm 2020 |  |  |
| 561                                                            | "Quảng cáo qua gương" "Kagami de komāsharu" (かがみでコマーシャル)                                                                              | 5 tháng 7 năm 2013   | 16 tháng 4 năm 2020 |  |  |
| 562                                                            | "Que làm kem" "Nan demo aisu bō" (なんでもアイス棒)                                                                                             | 12 tháng 7 năm 2013  | 17 tháng 4 năm 2020 |  |  |
| 563                                                            | "Bê tông quyết tâm" "kesshin konkurīto" (決心コンクリート)                                                                                      | 12 tháng 7 năm 2013  | 17 tháng 4 năm 2020 |  |  |
| 564                                                            | "Tạm biệt nhé máy hút bụi của tôi" "Sayonara boku no sōji-ki" (さよならボクのそうじ機)                                                          | 26 tháng 7 năm 2013  | Không phát sóng     |  |  |
| 565                                                            | "Chuyến đi biển giữa đêm hè" "manatsu no yoru no dai kōkai" (真夏の夜の大航海)                                                                  | 26 tháng 7 năm 2013  | Không phát sóng     |  |  |
| 566                                                            | "Thức uống thay đổi theo sở thích" "daisukindorinku" (ダイスキンドリンク)                                                                       | 26 tháng 7 năm 2013  | Không phát sóng     |  |  |
| 567                                                            | "Đạp xe dưới đáy biển" "Shinkai saikuringu" (深海サイクリング)                                                                                  | 9 tháng 8 năm 2013   | 20 tháng 4 năm 2020 |  |  |
| 568                                                            | "Video gây bất ngờ của Nobita" "Nobita no dokkiribideo" (のび太のドッキリビデオ)                                                                | 9 tháng 8 năm 2013   | 20 tháng 4 năm 2020 |  |  |
| 569                                                            | "Nuôi pháo hoa" "Hanabi o sodateyou!" (花火を育てよう！)                                                                                        | 16 tháng 8 năm 2013  | 21 tháng 4 năm 2020 |  |  |
| 570                                                            | "Búa phân thân" "Bunshin hanmā" (分身ハンマー)                                                                                                  | 16 tháng 8 năm 2013  | 21 tháng 4 năm 2020 |  |  |
| 571                                                            | "Kì nghỉ hè với ma" "Obake to kurashita natsuyasumi" (オバケと暮らした夏休み)                                                                   | 23 tháng 8 năm 2013  | 31 tháng 5 năm 2021 |  |  |
| 572                                                            | "Đèn pin đông cứng" "kachinkachinraito" (カチンカチンライト)                                                                                    | 23 tháng 8 năm 2013  | 31 tháng 5 năm 2021 |  |  |
| 573                                                            | "Đại tác chiến lễ hội mùa hè của Nobita" "Nobita no natsu matsuri dai sakusen!" (のび太の夏祭り大作戦！)                                        | 30 tháng 8 năm 2013  | 1 tháng 6 năm 2021  |  |  |
| 574                                                            | "Không thể học bài ở sa mạc Shahara" "Saharasabaku de benkyō wa deki na" (サハラ砂漠で勉強はできな)                                             | 30 tháng 8 năm 2013  | 1 tháng 6 năm 2021  |  |  |
| 575                                                            | "Sử dụng năng lượng của Nobita như thế nào" "Nobita enerugī no tsukaikata" (のび太エネルギーの使い方)                                           | 6 tháng 9 năm 2013   | 2 tháng 6 năm 2021  |  |  |
| 576                                                            | "Bay lên trời bằng bong bóng mũi" "Hana barūn de ōzora ni" (はなバルーンで大空に)                                                               | 6 tháng 9 năm 2013   | 2 tháng 6 năm 2021  |  |  |
| 577                                                            | "Doranuki trong đêm tối1 tiếng" "Mayonaka no kyodai dora tanuki" (真夜中の巨大ドラたぬき)                                                       | 13 tháng 9 năm 2013  | Không phát sóng     |  |  |
| 578                                                            | "Đầu động cơ hơi nước cho người" "Nin gen kikan-sha" (にんげん機関車)                                                                           | 18 tháng 10 năm 2013 | 3 tháng 6 năm 2021  |  |  |
| 579                                                            | "Hái nấm với khu vườn mini" "hakoniwa de matsutake gari" (箱庭で松たけがり)                                                                     | 18 tháng 10 năm 2013 | 3 tháng 6 năm 2021  |  |  |
| 580                                                            | "Halloween là ngày gì nhỉ?" "Harō~in tte nan'nohi?" (ハロウィンって何の日？)                                                                    | 25 tháng 10 năm 2013 | 4 tháng 6 năm 2021  |  |  |
| 581                                                            | "Thìa nếm hương vị món ăn" "Ajimi supūn" (味見スプーン)                                                                                         | 25 tháng 10 năm 2013 | 4 tháng 6 năm 2021  |  |  |
| 582                                                            | "Làm những gì tớ yêu cầu với bàn tay ma thuật" "Majikkuhando de yaritaihōdai" (マジックハンドでやりたい放題)                                    | 1 tháng 11 năm 2013  | 7 tháng 6 năm 2021  |  |  |
| 583                                                            | "Đầu của Gorgon" "gorugon'nokubi" (ゴルゴンの首)                                                                                                | 1 tháng 11 năm 2013  | 7 tháng 6 năm 2021  |  |  |
| Tập phim có nội dung được làm lại từ tập 51 trong xê-ri anime. | |                      |                     |  |  |
| 584                                                            | "Cảm xúc của củ khoai lang nướng" "Yakīmo no kimochi" (ヤキイモの気持ち)                                                                        | 8 tháng 11 năm 2013  | 8 tháng 6 năm 2021  |  |  |
| 585                                                            | "Ngôi sao băng nhỏ" "suisei ga gingiragin" (すい星がギンギラギン)                                                                               | 8 tháng 11 năm 2013  | 8 tháng 6 năm 2021  |  |  |
| 586                                                            | "Nobita VS Murashi: Trước trận chiến tại đảo Ganryu" "Nobita vs Musashi Ganryūjima chotto mae no tatakai" (のび太vs武蔵 巌流島ちょっと前の戦い) | 15 tháng 11 năm 2013 | 9 tháng 6 năm 2021  |  |  |
| 587                                                            | "Vẽ bậy lên mặt Doraemon" "Doraemon ni rakugaki" (ドラえもんに落書き)                                                                           | 6 tháng 12 năm 2013  | Không phát sóng     |  |  |
| 588                                                            | "Buổi huấn luyện trượt băng của Dorami" "moeyo! Dorami no sukēto tokkun" (燃えよ！ドラミのスケート特訓)                                         | 6 tháng 12 năm 2013  | Không phát sóng     |  |  |
| 589                                                            | "Cỗ máy thời gian đâu mất rồi!!" "taimu mashin ga nakunatta! !" (タイムマシンがなくなった！！)                                                  | 6 tháng 12 năm 2013  | Không phát sóng     |  |  |
| Tập phim có nội dung được làm lại từ tập 2 trong xê-ri anime.  | |                      |                     |  |  |
| 590                                                            | "Chiếc vòng mọc lông" "Kegawaringu" (ケガワリング)                                                                                              | 13 tháng 12 năm 2013 | 10 tháng 6 năm 2021 |  |  |
| 591                                                            | "Kế hoạch giáng sinh lung linh" "kirakira kurisumasu dai sakusen" (きらきらクリスマス大作戦)                                                    | 13 tháng 12 năm 2013 | 10 tháng 6 năm 2021 |  |  |
| 592                                                            | "Cánh cửa vinh quang" "Eikōnotobira" (エイコーノトビラ)                                                                                         | 30 tháng 12 năm 2013 | Không phát sóng     |  |  |
| 593                                                            | "Mũ nịnh hót" "odate jōzu" (おだてジョーズ) | 30 tháng 12 năm 2013 | Không phát sóng     |  |  |
| 594                                                            | "Sự lãng mạn trên đỉnh núi tuyết" "yukiyama no romansu" (雪山のロマンス)                                                                        | 30 tháng 12 năm 2013 | Không phát sóng     |  |  |
| Tập phim có nội dung được làm lại từ tập 62 trong xê-ri anime. | |                      |                     |  |  |

### Năm 2014
|                                                                | |                      |                      |  |  |
| 595                                                            | "Nhà tốt nhà xấu" "Yoi ie warui ie" (よい家わるい家)                                                                                    | 17 tháng 1 năm 2014  | 11 tháng 6 năm 2021  |  |  |
| 596                                                            | "Bệnh sợ ◯△□ (hình tròn, tam giác, hình vuông)" "◯△□(maru, sankaku, shikaku) kyōfushō" (◯△□(まる さんかく しかく)恐怖症)                | 17 tháng 1 năm 2014  | 11 tháng 6 năm 2021  |  |  |
| 597                                                            | "Kế sách thoát khỏi Trái Đất" "Chikyū dasshutsu keikaku" (地球脱出計画)                                                                 | 31 tháng 1 năm 2014  | 14 tháng 6 năm 2021  |  |  |
| 598                                                            | "Cây bút chì cấm đoán từ ngữ" "kotoba kin shi mākā" (ことばきんしマーカー)                                                              | 31 tháng 1 năm 2014  | 14 tháng 6 năm 2021  |  |  |
| 599                                                            | "Thuốc động vật báo ân" "Dōbutsuhenshin'ongaeshigusuri" (動物変身恩返しグスリ)                                                          | 7 tháng 2 năm 2014   | 15 tháng 6 năm 2021  |  |  |
| 600                                                            | "Người tuyết vào thành phố" "yukidaruma ga machi ni yattekita" (雪だるまが町にやってきた)                                               | 7 tháng 2 năm 2014   | 15 tháng 6 năm 2021  |  |  |
| 601                                                            | "Hãy ăn chocolate Nobita" "Choko Nobita o meshiagare" (チョコのび太をめしあがれ)                                                        | 14 tháng 2 năm 2014  | 5 tháng 7 năm 2021   |  |  |
| 602                                                            | "Tiếng hát đêm trăng xanh" "aoi tsukiyo no risaitaru" (青い月夜のリサイタル)                                                            | 14 tháng 2 năm 2014  | 5 tháng 7 năm 2021   |  |  |
| 603                                                            | "Sushi quay vòng" "Aitai hito kaitensushi" (会いたいヒト回転寿司)                                                                       | 28 tháng 2 năm 2014  | 16 tháng 6 năm 2021  |  |  |
| 604                                                            | "Nhàn nhã với máy copy suy nghĩ" "kopī zunō de rakushiyō" (コピー頭脳でラクしよう)                                                      | 28 tháng 2 năm 2014  | 16 tháng 6 năm 2021  |  |  |
| -                                                              | "Phim Doraemon: Nobita và viện bảo tàng bảo bối"                                                                                        | 7 tháng 3 năm 2014   | 31 tháng 12 năm 2017 |  |  |
| 605                                                            | "Cặp đôi Hoạ-Phúc" "Fukubinkonbi" (ふくびんコンビ)                                                                                      | 14 tháng 3 năm 2014  | 17 tháng 6 năm 2021  |  |  |
| 606                                                            | "Đi bộ đến Mặt Trăng" "aruke aruke tsuki made mo" (歩け歩け月までも)                                                                    | 14 tháng 3 năm 2014  | 17 tháng 6 năm 2021  |  |  |
| 607                                                            | "Trang trại ngựa tre" "Umatake bokujō" (ウマタケ牧場)                                                                                   | 11 tháng 4 năm 2014  | 18 tháng 6 năm 2021  |  |  |
| 608                                                            | "Thùng ôn bài kiểm tra" "tesuto ni ichiyadzuke daru" (テストに一夜漬けダル)                                                             | 11 tháng 4 năm 2014  | 18 tháng 6 năm 2021  |  |  |
| 609                                                            | "Cá heo ở sân bóng" "Akichi no iruka" (空き地のイルカ)                                                                                  | 18 tháng 4 năm 2014  | 21 tháng 6 năm 2021  |  |  |
| 610                                                            | "Súng thời gian" "taimupisutoru de" jama-mono" wa kese" (タイムピストルで"じゃま物"は消せ)                                              | 18 tháng 4 năm 2014  | 21 tháng 6 năm 2021  |  |  |
| 611                                                            | "Đại vương thời đồ đá" "Sekki jidai no ōsama ni" (石器時代の王さまに)                                                                   | 25 tháng 4 năm 2014  | 22 tháng 6 năm 2021  |  |  |
| Tập phim có nội dung được làm lại từ tập 83 trong xê-ri anime. | |                      |                      |  |  |
| 612                                                            | "Đánh bắt cờ cá chép" "koinobori o tsukamaero!" (鯉のぼりをつかまえろ！)                                                                | 25 tháng 4 năm 2014  | 22 tháng 6 năm 2021  |  |  |
| 613                                                            | "Chế tạo Cánh cửa thần kì" "Dokodemodoa o tsukurou!" (どこでもドアを作ろう！)                                                           | 2 tháng 5 năm 2014   | 23 tháng 6 năm 2021  |  |  |
| 614                                                            | "Chim hạc báo ân" "Tsuru yo, on o kaeshite!" (ツルよ、恩をかえして！)                                                                   | 2 tháng 5 năm 2014   | 23 tháng 6 năm 2021  |  |  |
| 615                                                            | "Tuyến đường sắt Nobita" "Nobita tetsudō" (のび太鉄道)                                                                                  | 16 tháng 5 năm 2014  | 24 tháng 6 năm 2021  |  |  |
| 616                                                            | "Súng chuyển đổi đồ vật, túi xách thành hà mã" "buttaihenkanjū de kaban o kaba ni! ?" (物体変換銃でカバンをカバに！？)                  | 16 tháng 5 năm 2014  | 24 tháng 6 năm 2021  |  |  |
| 617                                                            | "Cái gì!! Nobita được 100 điểm sao" "Na, nanto! ! Nobita ga 100-ten totta! !" (な、なんと！！ のび太が１００点とった！！)               | 23 tháng 5 năm 2014  | 25 tháng 6 năm 2021  |  |  |
| Tập phim có nội dung được làm lại từ tập 22 trong xê-ri anime. | |                      |                      |  |  |
| 618                                                            | "Kho báu ở Chinka Toge" "Chin kara-tōge no takaramono" (珍加羅峠の宝物)                                                                 | 23 tháng 5 năm 2014  | 25 tháng 6 năm 2021  |  |  |
| 619                                                            | "Bài kiểm tra 100 điểm của Nobita - Sự việc rắc rối 25 năm sau" "Nobita no 100-ten 25-nen-go no daijigen" (のび太の100点25年後の大事件) | 30 tháng 5 năm 2014  | 28 tháng 6 năm 2021  |  |  |
| 620                                                            | "Đèn pin tân trang" "derakkusuraito" (デラックスライト)                                                                                 | 30 tháng 5 năm 2014  | 28 tháng 6 năm 2021  |  |  |
| 621                                                            | "Tôm chiên của Nobita" "Nobita no ebifurai" (のび太のエビフライ)                                                                        | 6 tháng 6 năm 2014   | 29 tháng 6 năm 2021  |  |  |
| 622                                                            | "Mọi người ơi! Giúp tôi với" "tasukete! Tasukebune" (たすけて！助け船)                                                                  | 6 tháng 6 năm 2014   | 29 tháng 6 năm 2021  |  |  |
| 623                                                            | "Ba cũng biết làm nũng" "papamoamaenbo" (パパもあまえんぼ)                                                                              | 13 tháng 6 năm 2014  | 30 tháng 6 năm 2021  |  |  |
| 624                                                            | "Ngày sinh nhật Bum-ba-dum của Takeshi" "Takeshi no zundoko tanjōbi" (たけしのズンドコ誕生日)                                           | 13 tháng 6 năm 2014  | Không phát sóng      |  |  |
| 625                                                            | "Nobita Eleven" "Nobita irebun" (のび太イレブン)                                                                                        | 20 tháng 6 năm 2014  | 1 tháng 7 năm 2021   |  |  |
| 626                                                            | "Máy trao đổi đồ vật" "Butsubutsu kōkanki" (ぶつぶつ交換機)                                                                             | 20 tháng 6 năm 2014  | 1 tháng 7 năm 2021   |  |  |
| 627                                                            | "Toà thành Doraemon sau núi" "Urayama no Doraemon shiro" (裏山のドラえもん城)                                                           | 27 tháng 6 năm 2014  | 2 tháng 7 năm 2021   |  |  |
| 628                                                            | "Cờ sự thật luôn đúng" "“shinjitsunohatajirushi” wa tsuneni tadashī" (『 真実の旗印』はつねに正しい)                                    | 27 tháng 6 năm 2014  | 2 tháng 7 năm 2021   |  |  |
| 629                                                            | "Thuyền mô phỏng từ cá" "Sakana ga bōto ni dai henshin" (さかながボートに大変身)                                                        | 11 tháng 7 năm 2014  | 6 tháng 7 năm 2021   |  |  |
| 630                                                            | "Virus đua đòi" "ryūkō-sei nekoshakushiuirusu" (流行性ネコシャクシウイルス)                                                             | 11 tháng 7 năm 2014  | 6 tháng 7 năm 2021   |  |  |
| 631                                                            | "Đèn Kaidan" "Kaidanranpu" (怪談ランプ)                                                                                                 | 1 tháng 8 năm 2014   | Không phát sóng      |  |  |
| Tập phim có nội dung được làm lại từ tập 36 trong xê-ri anime. | |                      |                      |  |  |
| 632                                                            | "Sân bay đa năng" "nandemokūkō" (なんでも空港)                                                                                          | 1 tháng 8 năm 2014   | Không phát sóng      |  |  |
| 633                                                            | "Tám ngày dưới long cung" "Ryūgūjō no hachi-kakan" (竜宮城の八日間)                                                                     | 1 tháng 8 năm 2014   | Không phát sóng      |  |  |
| Tập phim có nội dung được làm lại từ tập 64 trong xê-ri anime. | |                      |                      |  |  |
| 634                                                            | "Mũ đá cuội" "Ishikoro bōshi" (石ころぼうし)                                                                                            | 8 tháng 8 năm 2014   | 7 tháng 7 năm 2021   |  |  |
| 635                                                            | "Cô dâu của Nobita" "Nobita no o yome-san" (のび太のおよめさん)                                                                         | 8 tháng 8 năm 2014   | 7 tháng 7 năm 2021   |  |  |
| Tập phim có nội dung được làm lại từ tập 5 trong xê-ri anime.  | |                      |                      |  |  |
| 636                                                            | "Vượt qua mùa hè bằng ngôi nhà mini" "Mini hausu de norikiru natsu" (ミニハウスでのりきる夏)                                            | 29 tháng 8 năm 2014  | 8 tháng 7 năm 2021   |  |  |
| 637                                                            | "Phao sung sướng" "ukiuki suru Ukiwa" (うきうきするウキワ)                                                                              | 29 tháng 8 năm 2014  | 8 tháng 7 năm 2021   |  |  |
| 638                                                            | "Kế hoạch 100 dặm dưới lòng đất1 tiếng" "Chitei 100-mairu chotto no dai sakusen" (地底100マイルちょっとの大作戦)                        | 5 tháng 9 năm 2014   | Không phát sóng      |  |  |
| 639                                                            | "Shizuka trở thành Kappa" "Shizukachan ga kappa ni! ?" (しずかちゃんがカッパに!?)                                                       | 12 tháng 9 năm 2014  | 30 tháng 6 năm 2021  |  |  |
| 640                                                            | "Thiên thần chỉ đường" "Michibikienzeru" (ミチビキエンゼル)                                                                             | 12 tháng 9 năm 2014  | 9 tháng 7 năm 2021   |  |  |
| Tập phim có nội dung được làm lại từ tập 42 trong xê-ri anime. | |                      |                      |  |  |
| 641                                                            | "Chào mừng tới hãng hàng không Nobita" "Nobita kōkū e yōkoso" (のび太航空へようこそ)                                                    | 19 tháng 9 năm 2014  | 9 tháng 7 năm 2021   |  |  |
| 642                                                            | "Cứ tin vào Thần" "kamisama-gokko" (神さまごっこ)                                                                                       | 19 tháng 9 năm 2014  | 12 tháng 7 năm 2021  |  |  |
| 643                                                            | "Cắm trại phong cách thế kỉ 22" "22 Seiki no sutekina kyanpu" (22世紀のすてきなキャンプ)                                                | 17 tháng 10 năm 2014 | 12 tháng 7 năm 2021  |  |  |
| 644                                                            | "Quốc hội di động" "pōtaburu kokkai" (ポータブル国会)                                                                                   | 17 tháng 10 năm 2014 | 13 tháng 7 năm 2021  |  |  |
| 645                                                            | "Mũ bỏng ngô" "Ikari no poppukōn" (怒りのポップコーン)                                                                                  | 24 tháng 10 năm 2014 | 13 tháng 7 năm 2021  |  |  |
| 646                                                            | "Bộ đồ biến thành Chồn" "tanuki" (タヌ機)                                                                                               | 24 tháng 10 năm 2014 | 14 tháng 7 năm 2021  |  |  |
| 647                                                            | "Những quả bí ngô nổi loạn ngày lễ Halloween" "Harō~in no bōsō kabocha" (ハロウィンの暴走カボチャ)                                      | 31 tháng 10 năm 2014 | 14 tháng 7 năm 2021  |  |  |
| 648                                                            | "Ông tổ nói dóc" "hora fuki gosenzo" (ホラふき御先祖)                                                                                   | 31 tháng 10 năm 2014 | 15 tháng 7 năm 2021  |  |  |
| 649                                                            | "Truyện tranh bay giữa trời" "Sora tobu manga hon" (空とぶマンガ本)                                                                     | 7 tháng 11 năm 2014  | 15 tháng 7 năm 2021  |  |  |
| 650                                                            | "Áo choàng đổ lỗi" "nure ginu o kiseyou!" (ぬれぎぬを着せよう!)                                                                         | 7 tháng 11 năm 2014  | 16 tháng 7 năm 2021  |  |  |
| 651                                                            | "Đất nặn cơ bắp" "Mukimuki karada nendo" (ムキムキ体ねんど)                                                                             | 14 tháng 11 năm 2014 | 16 tháng 7 năm 2021  |  |  |
| 652                                                            | "Cuộc chiến bão tố" "arashi de yattsukeyou!" (嵐でやっつけよう!)                                                                        | 14 tháng 11 năm 2014 | 19 tháng 7 năm 2021  |  |  |
| 653                                                            | "Jaiko và chiếc lá cuối cùng" "Ochiba to jai-ko" (落ち葉とジャイ子)                                                                     | 21 tháng 11 năm 2014 | 19 tháng 7 năm 2021  |  |  |
| 654                                                            | "Nobita biến thành Shizuka" "shizuka ni natta Nobita" (しずかになったのび太)                                                            | 21 tháng 11 năm 2014 | 20 tháng 7 năm 2021  |  |  |
| 655                                                            | "Thuốc nhân bản Ngộ Không" "Kurōnrikiddo Gokū" (クローンリキッド悟空)                                                                   | 28 tháng 11 năm 2014 | 20 tháng 7 năm 2021  |  |  |
| 656                                                            | "Thế giới chê tiền" "okanenoiranaisekai" (お金のいらない世界)                                                                           | 28 tháng 11 năm 2014 | 21 tháng 7 năm 2021  |  |  |
| 657                                                            | "Ngày sinh nhật của Dorami" "Dorami no umaretahi" (ドラミの生まれた日)                                                                  | 5 tháng 12 năm 2014  | 21 tháng 7 năm 2021  |  |  |
| 658                                                            | "Tái chế rác với những chú kiến tháo vát" "yarikuri ari de risaikuru" (やりくりアリでリサイクル)                                        | 5 tháng 12 năm 2014  | 22 tháng 7 năm 2021  |  |  |
| 659                                                            | "Son môi nịnh hót" "Osejikuchibeni" (おせじ口べに)                                                                                      | 12 tháng 12 năm 2014 | 22 tháng 7 năm 2021  |  |  |
| 660                                                            | "Tấm bảng hội trưởng" "iemotokanban" (家元かんばん)                                                                                     | 12 tháng 12 năm 2014 | 23 tháng 7 năm 2021  |  |  |
| 661                                                            | "Kẹo cao su nếm mùi vị" "Osusowakegamu" (おすそわけガム)                                                                                | 30 tháng 12 năm 2014 | Không phát sóng      |  |  |
| 662                                                            | "Nobita đại chiến tàu vũ trụ" "uchū senkan Nobita o osou" (宇宙戦艦のび太を襲う)                                                        | 30 tháng 12 năm 2014 | Không phát sóng      |  |  |
| 663                                                            | "Nhớ lại đi! Cái ngày cảm động đó" "omoidase! Ano Ni~Tsu no kandō" (思い出せ！あの日の感動)                                             | 30 tháng 12 năm 2014 | Không phát sóng      |  |  |
| Tập phim có nội dung được làm lại từ tập 3 trong xê-ri anime.  | |                      |                      |  |  |

Phần sau: Danh sách tập phim Doraemon (2015–2024)